# Verein sozialistischer Ärzte
Der Verein sozialistischer Ärzte (VSAe) (1918–1933) war ein Zusammenschluss linker, sozialistischer Ärzte und Zahnärzte. Er ging aus dem Sozialdemokratischen Ärzteverein (1913–1926) hervor. Von 1925 bis 1933 gab der VSAe die Zeitschrift Der sozialistische Arzt heraus.

## Sozialdemokratischer Ärzteverein–Sozialdemokratischer Ärztebund–Arbeitsgemeinschaft sozialdemokratischer Ärzte
Ökonomische Auseinandersetzungen zwischen Ärzten und Krankenkassen führten 1900 zur Gründung des Verbandes der Ärzte Deutschlands. Hauptstreitpunkte waren: Kollektiv- oder Einzelvertrag, freie Arztwahl oder beschränkte Arztauswahl, Pauschale oder Bezahlung nach Einzelleistungen und schließlich die Höhe des Arzteinkommens.
Die der Arbeiterbewegung verpflichteten Ärzte brachte diese Situation in einen Zwiespalt. Einerseits fühlten sie sich der Krankenversicherung verpflichtet, insbesondere den sozialdemokratisch-freigewerkschaftlich orientierten Ortskrankenkassen und ihrer Selbstverwaltung, andererseits aber wollten und konnten sie deren teilweise demütigende und wenig sachliche Praktiken gegenüber den Ärzten ebenso wenig zustimmen wie der offiziellen Politik der Ärzte. Sie waren vielmehr der Meinung, dass Ärzte und Krankenkassen im Interesse der Arbeiter zusammenarbeiten sollten. 1913, als der Kampf zwischen Krankenkassen und Ärzten einen Höhepunkt erreichte, gründeten die sozialistischen Ärzte Ignaz Zadek, Raphael Silberstein, Karl Kollwitz und Ernst Simmel in Berlin den Sozialdemokratischen Ärzteverein.
Als sich 1917/18 aus der Sozialdemokratie heraus andere Parteien (USPD und KPD) entwickelten, stand der Sozialdemokratische Ärzteverein vor einer Zerreißprobe. Der Großteil der Mitglieder einigte sich auf eine linke Ärztevereinigung (statt drei oder mehr) unter dem Namen Verein sozialistischer Ärzte (VSAe) mit dem neuen Vorsitzenden Raphael Silberstein. Im VSAe war die Mitgliedschaft prinzipiell unabhängig von der Parteibindung.
Der Sozialdemokratische Ärzteverein hatte fortan geringere Bedeutung. 1926 schloss er sich mit dem Sozialdemokratischen Ärztebund zu der einzigen vom Parteivorstand der SPD anerkannten Arbeitsgemeinschaft sozialdemokratischer Ärzte zusammen, die meist stark auf Abgrenzung bestand, obwohl Doppelmitgliedschaften in der Arbeitsgemeinschaft sozialdemokratischer Ärzte und im Verein sozialistischer Ärzte existierten. In der Arbeitsgemeinschaft wirkten vor allem Benno Chajes, Alfred Grotjahn, Felix Königsberger, Alfred Korach, Franz Karl Meyer-Brodnitz, Julius Moses und Raphael Silberstein.
In den 1920er und frühen 1930er Jahren stellte sich der Verein sozialistischer Ärzte (VSAe) als legitimer Nachfolger des 1913 gegründeten Sozialdemokratischen Ärztevereins dar.

## Verein sozialistischer Ärzte (VSAe)

### Parteibindung

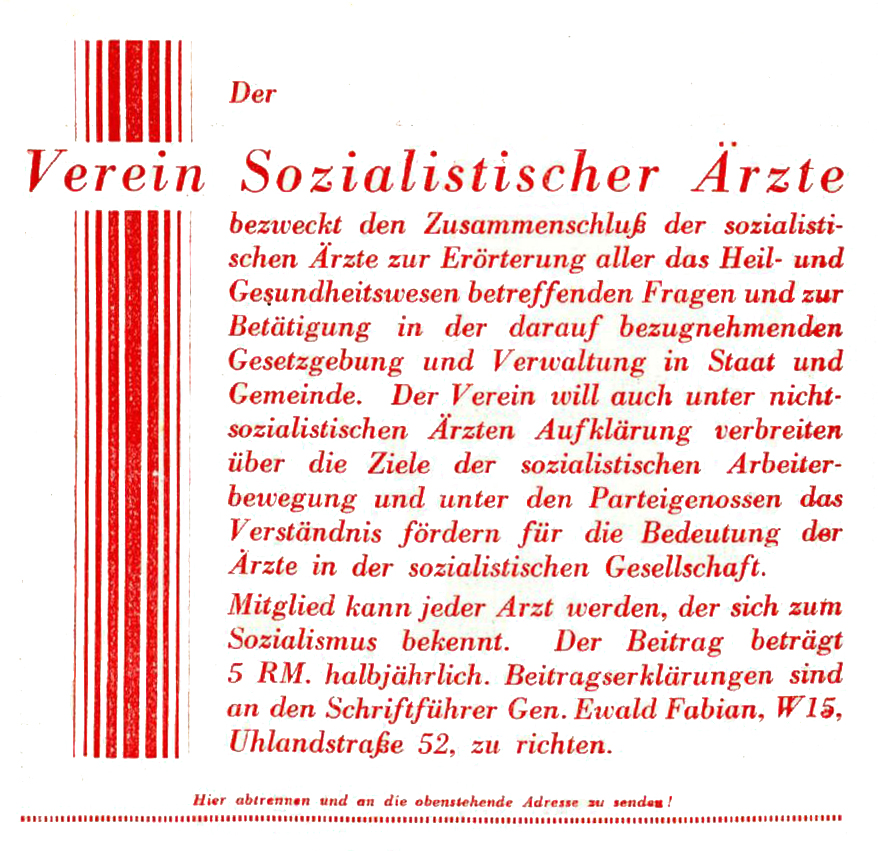
Aus den Statuten des Vereins sozialistischer Ärzte. In: Der sozialistische Arzt, August 1928

Im VSAe war die Mitgliedschaft prinzipiell unabhängig von der Parteibindung. Er war bald die einzige Berufsorganisation, in der sowohl sozialdemokratische als auch kommunistische Mitglieder aktiv waren.
Im November 1927 nahm der VSAe an der Ärztekammerwahl in Berlin mit einer eigenen Liste teil, die sich aus Mitgliedern aller sozialistischen Richtungen zusammensetzte. Diese Liste erzielte 169 Stimmen, sodass vier Mitglieder (Ignaz Zadek, Leo Klauber, Ernst Simmel, Minna Flake) und vier Stellvertreter (Otto Juliusburger, Richard Schmincke, Georg Loewenstein, Max Hodann) in das Ärzteparlament gewählt wurden.
Im Februar 1928 verteilte sich die Parteizugehörigkeit der Mitglieder des VSAe nach folgendem Schlüssel: 50 % SPD, 20 % KPD, 30 % Parteilose.
Am 27. Mai 1928, auf der Dresdener Reichstagung des VSAe, wandten sich die Mitglieder Andreas Knack, Karl Eskuchen, Salo Drucker und Kurt Glaser (1892–1982) gegen die Aufnahme von parteilosen Kollegen als ordentliche Mitglieder. Sie konnten sich aber mit dieser Forderung nicht durchsetzen. Als Kompromiss wurde von den Delegierten folgende Resolution einstimmig angenommen:
„Der Verein Sozialistischer Ärzte erkennt im Interesse der Stoßkraft der sozialistischen Bewegung in vollstem Maße die Bedeutung der Parteizugehörigkeit an. Er legt den Mitgliedern ernstlich nahe, sich einer der bestehenden sozialistischen Parteiorganisationen anzuschließen und sich in ihnen aktiv zu beteiligen.“
Im Rahmen der sich 1929 zuspitzenden Konflikte zwischen SPD und KPD wurden auf der 3. Reichstagung des VSAe im Dezember 1929 in Chemnitz Ausschlussverfahren gegen die Mitglieder Richard Schmincke, Martha Ruben-Wolf und Leo Klauber eingeleitet. Ihnen wurde vorgeworfen, als KPD-Mitglieder und Vertreter des VSAe aggressive Positionen gegen die Sozialdemokratie bezogen zu haben und damit den vom VSAe nach außen vertretenen Ideen und Anliegen geschadet zu haben. Nach ausführlicher Diskussion kam es zur Abstimmung. Schmincke und Ruben-Wolf wurden ausgeschlossen. Der Ausschlussantrag gegen Klauber wurde abgelehnt.

### Gewerkschaftliche Orientierung

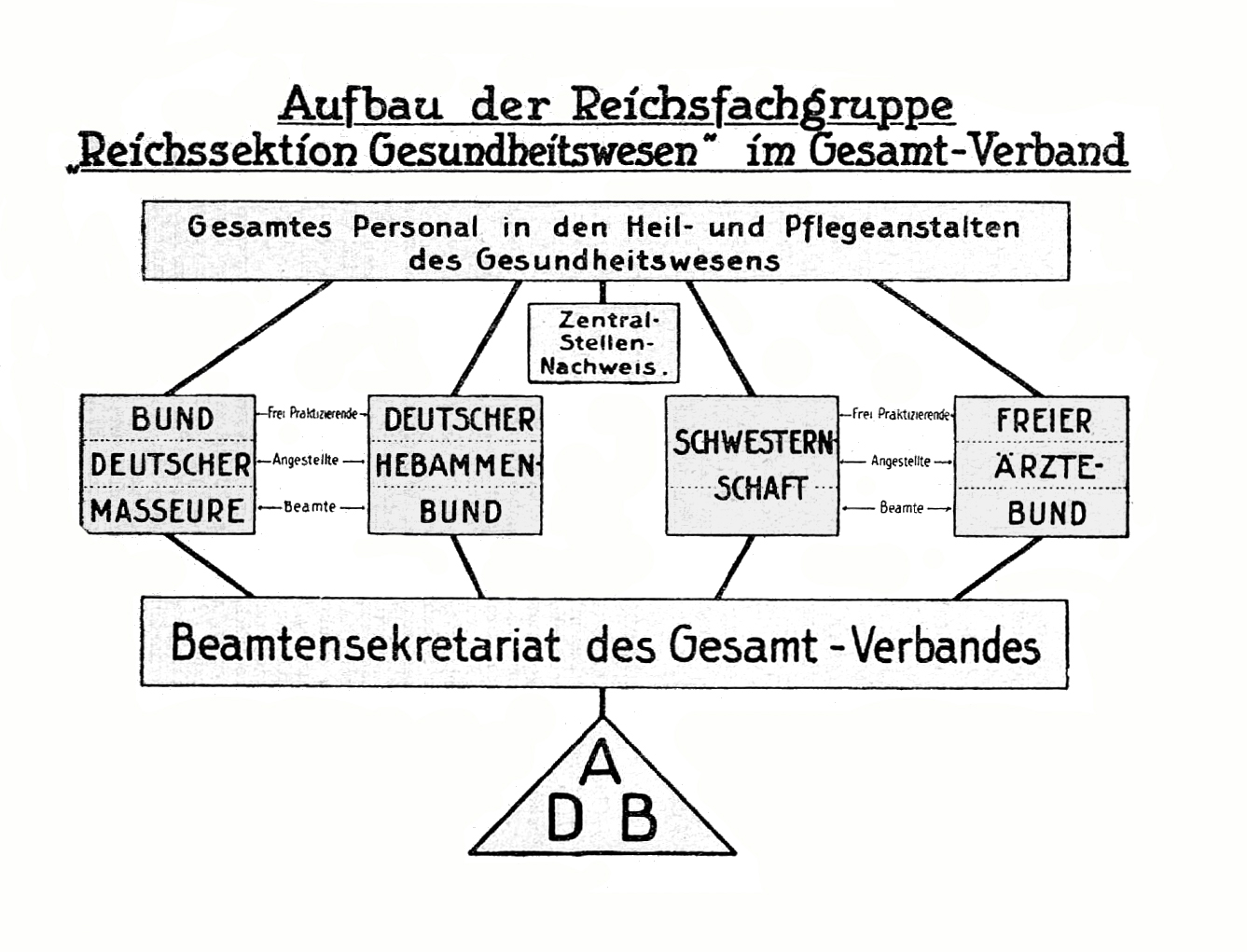
Graphik zur „Reichssektion Gesundheitswesen.“ In: Der sozialistische Arzt, Mai 1930

Ab 1929 bemühten sich zunächst die Ortsgruppe Berlin, bald auch die übrigen Ortsgruppen des VSAe um eine gewerkschaftliche Anbindung. Auf der 3. Reichstagung in Chemnitz am 7. Dezember 1929 wurde der Vorstand beauftragt, mit der Reichssektion Gesundheitswesen im Gesamtverband der öffentlichen Betriebe und des Personen- und Warenverkehrs, der Vorläuferorganisation der heutigen ÖTV, Verhandlungen aufzunehmen. Anfang 1930 machte der Allgemeine freie Angestelltenbund (AfA-Bund) dem VSAe das Angebot, dass er sich ihm zu äußerst günstigen Bedingungen anschließen könne. Da der AfA-Bund sich nur auf die Organisierung von Angestellten beschränkte, der Gesamtverband der öffentlichen Betriebe hingegen Arbeiter, Angestellte und Beamte umfasste, blieb dieser Favorit für den VSAe. Im Herbst 1930 schließlich, konnte der VSAe dem Gesamtverband beitreten.
Zur Berliner Ärztekammerwahl im November 1931 kandidierten VSAe-Mitglieder auf der Liste der Freigewerkschaftlichen Bewegung. Die Kandidaten der Arbeitsgemeinschaft sozialdemokratischer Ärzte und die Kandidaten der KPD schlossen sich diesem Vorgehen nicht an. Sie kandidierten auf eigenen Listen. Von den 119 zu vergebenden Sitzen in der Berliner Ärztekammer entfielen: 69 auf die „Liste zur Erhaltung des freien Berufsstandes“, 17 auf die nationalsozialistische Liste „Bund der Heilberufe für soziale Erneuerung,“ 10 auf die Liste der Jungärzte, 7 auf die Liste der Assistenten, 6 auf die Liste der Freigewerkschaftlichen Bewegung, 5 auf die Liste der Arbeitsgemeinschaft sozialdemokratischer Ärzte, 3 auf die Liste der Ambulatoriumsärzte und 2 auf die Liste der Revolutionären Gewerkschafts-Opposition (RGO).

### Vorstandsmitglieder
In Vorstandspositionen des VSAe tätig waren Salo Drucker (Februar 1926 – Oktober 1930), Ewald Fabian (Februar 1925 – Januar 1933), Minna Flake (Februar 1925 – Januar 1933), Käte Frankenthal (April 1932 – Januar 1933), Güterbrock (Februar 1925 – Februar 1926), Ernst Haase (Februar 1930 – Januar 1933), Max Hodann (Februar 1930 – Januar 1933), Leo Klauber (Februar 1925 – Januar 1933), Georg Loewenstein (November 1928 – April 1932), Franz E. Rosenthal (Februar 1925 – April 1932), Schönberger (Februar 1930 – Januar 1933), Raphael Silberstein (1913(1918)-1924), Ernst Simmel (1913(1925) – Januar 1933), Laura Turnau (Februar 1925 – November 1928), F. Weiß (April 1932 – Januar 1933), Günther Wolf (Oktober 1930 – Januar 1933).
Prominente Vereinsmitglieder waren u. a. Alfred Döblin, Friedrich Wolf, Max Levy-Suhl und Otto Fenichel.

### Ortsgruppen – Mitgliedszahlen
Der VSAe entstand in Berlin. Das Gros seiner Mitglieder lebte und praktizierte in der Hauptstadt, weshalb der Verein gelegentlich auch als eine Berliner Institution mit einigen Ablegern im Reichsgebiet betrachtet wurde. Innerhalb der mehrheitlich konservativ eingestellten über 52 000 Ärzte Deutschlands (1932) vereinigte der VSAe selbst in seiner Blütezeit nur 700 (Mai 1931) bis maximal 850 (1932) Mitglieder. Demnach betrug der Anteil der VSAe-Mitglieder an der Gesamtzahl der Ärzte und Zahnärzte in der Weimarer Republik lediglich ca. 1,33 %.
Die erste Organisation sozialistischer Ärzte außerhalb Berlins, die auf der gleichen Grundlage wie der VSAe aufgebaut war, wurde am 18. Januar 1927 in Leipzig von acht Mitgliedern gegründet.
- Breslau. Gegründet am 11. November 1929. – 20 Mitglieder (November 1929). – Vorstand: Kleemann, Neufeld.[23]
- Chemnitz. Gegründet 1927. – 27 Mitglieder (Juni 1929). – Vorstand: Geis, Hannemann, Kurt Glaser (1892–1982), Ida Schönberger.[24]
- Dresden. Gegründet am 15. Februar 1931. – 14 Mitglieder (Februar 1931). – Vorstand: Freund, Anna Stegmann, Weiner-Meißen.[25]
- Düsseldorf. Gegründet am 20. Februar 1931. – 12 Mitglieder (Februar 1931). – Vorstand: Franz Zimmermann, Wilhelm Wadler, Karl Levi.[26]
- Frankfurt am Main. Gegründet am 22. Oktober 1928. – 16 Mitglieder (Oktober 1928), 26 Mitglieder (Juni 1929). – Vorstand: Theodor Plaut, Charlotte Landé und Kläre Haymann.[27]
- Karlsruhe. Gegründet 1929. – Vorstand: Eduard Kahn (1888–1978).[28]
- Leipzig. Gegründet am 18. Januar 1927. – 8 Mitglieder (Januar 1927). – Vorstand: K. Soloweetschik.[29]
- München. Gegründet am 12. Januar 1929. – Vorstand: Mieczyslaw Epstein (1868–1931), Wilhelm Mayer und Julian Marcuse.[30]
- Zwickau. – Vorstand Karl Eskuchen.[31][32]

## Internationale Vereinigung sozialistischer Ärzte (IVSAe)

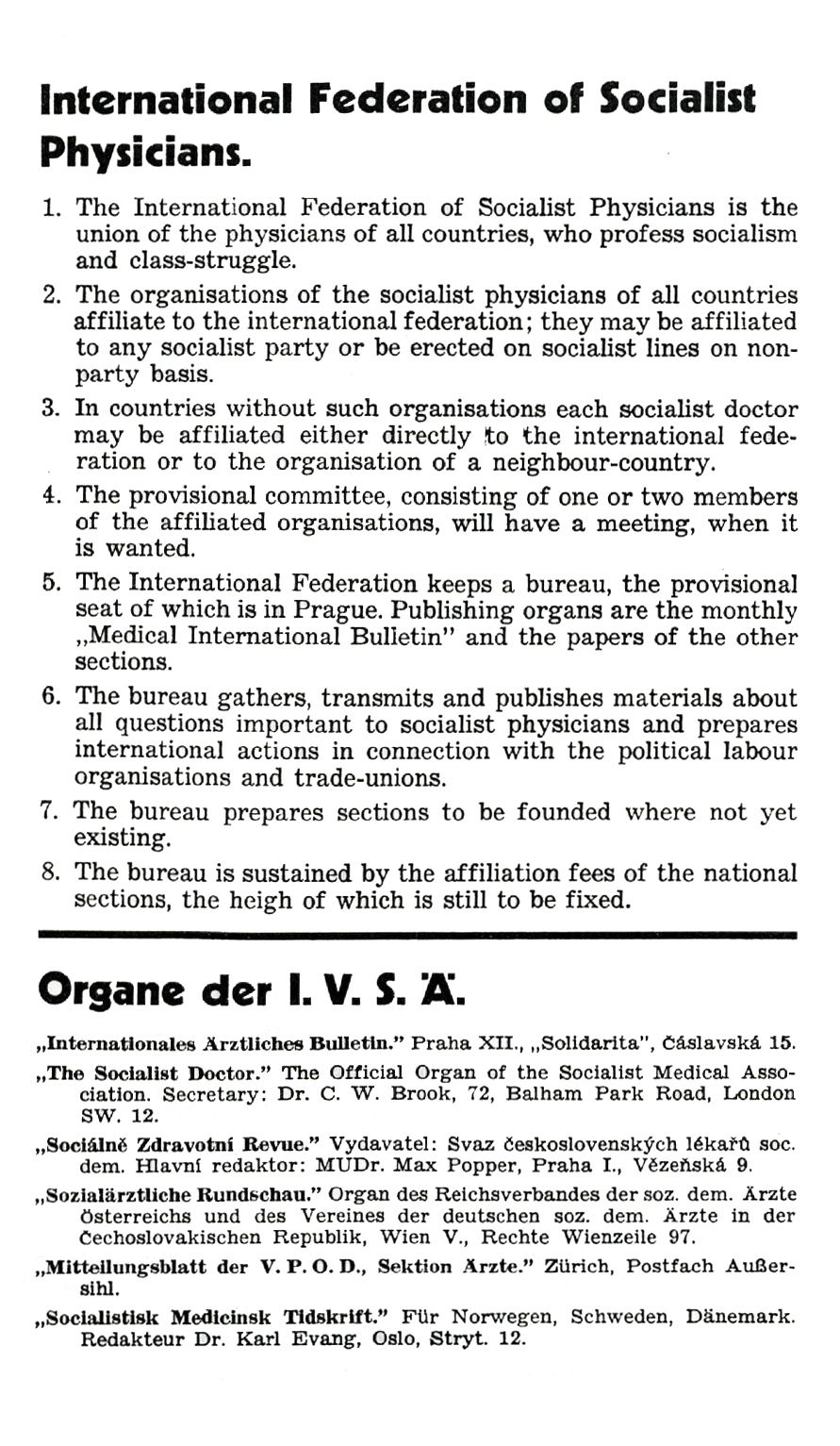
Statuten und Organe des IVSAe, Januar 1934

An der Chemnitzer Reichstagung des VSAe vom 7. bis 8. Dezember 1929 wurde die Parole »Vorwärts zur internationalen Ärztebewegung« ausgegeben. Mit der österreichischen Vereinigung sozialistischer Ärzte unter Vorsitz von Josef Karl Friedjung, die mehr als 800 Mitglieder umfasste und mit den unter Führung von Arnold Holitscher, Theodor Gruschka und Ernst Lieben in Bildung begriffenen deutschen und tschechischen Vereinen in der Tschechoslowakischen Republik führte der VSAe Verhandlungen zur Bildung eines Kampfbündnisses. Vor allem die Tatsache, dass die österreichische Vereinigung und die tschechischen Vereinigungen einheitlich nur aus Mitgliedern der Sozialdemokratischen Parteien zusammengesetzt waren, während der VSAe eine überparteiliche Vereinigung war, erschwerte die Verhandlungen und die Verständigung.
Vom 23. bis 25. Mai 1931 veranstaltete der VSAe in Karlsbad seine 4. Reichstagung und anschließend eine 1. Internationale Konferenz sozialistischer Ärzte. Auf dieser Internationalen Konferenz wurde am 24. Mai die Internationale Vereinigung sozialistischer Ärzte (IVSAe) mit provisorischen Richtlinien konstituiert. In das Internationale Büro, dessen Sitz einstweilen Berlin sein sollte, wurden zunächst gewählt: Ernst Simmel und Ewald Fabian (Deutschland); Sommerville Hastings und Charles W. Brook (England); Arnold Holitscher und Max Popper (1872–1965) (Tschechoslowakei); Ferenc Jahn (1902–1945) (Ungarn); Kraulis – Riga (Lettland); J. H. Leunbach – Kopenhagen (Dänemark); Karl Evang (Norwegen).
Unter der Leitung von Alfred Korach versuchte die deutsche Arbeitsgemeinschaft sozialdemokratischer Ärzte, die rein sozialdemokratischen Ärztevereinigungen der Tschechoslowakei und Österreichs davon abzuhalten, der IVSAe beizutreten. Mit Erfolg beim mitgliedsstarken Österreichischen Verband, vergeblich bei den Tschechoslowakischen sozialdemokratischen Ärztevereinigungen. Zeitnah zur Karlsbader Tagung des VSAe versammelten sich die Mitglieder der deutschen Arbeitsgemeinschaft sozialdemokratischer Ärzte am 31. Mai 1931 in Leipzig. Sowohl an der Karlsbader Tagung des VSAe als auch an der Leipziger Tagung der Arbeitsgemeinschaft nahmen teil: Ottokar Beschoß (1899–1955. 1929 als Arzt niedergelassen), Leo Blum (1908–?. Stud. med. Berlin), Lilli Ehrenfried, Rudolf Goldstein (1908–?. Stud. med. Berlin), Arnold Holitscher, Georg Loewenstein, Julian Marcuse, Ida Schönberger (1882–ca. 1978. Sportärztin in Chemnitz), Julius Schönberger (1874–1958. Zahnarzt in Berlin. Im Reichsvorstand des VSAe), Anna Margarethe Stegmann, Herbert Wohlgemuth (1908–? Zahnarzt in Berlin).

### Nationale Verbände
- Amerika (USA). Im Dezember 1930 wurde ein Verband sozialistischer Ärzte in den USA gegründet. Aufnahmebedingung war die Überzeugung, dass „die gegenwärtige ökonomische Ordnung und Klassengesellschaft in eine Ordnung verwandelt werden muss, in der die Sozialisierung der Produktionsmittel und ihre Verteilung eine klassenlose Gesellschaft verbürgt.“ Diese Idee wurde durch die bürgerliche American Medical Association als „made in Germany“ diffamiert. Der Verband sozialistischer Ärzte in den USA schloss sich 1931 der IVSAe an.

Vorstandsmitglieder des Verbandes waren: Jacob Auslander – New York City, John Guttmann – New York City, F. Rukhaus – Cleveland (Ohio), Harnold S. Cohn – Cleveland (Ohio).
- Argentinien. Mitte 1932, beim Kongress der Sozialistischen Partei Argentiniens wurde in Buenos Aires ein Komitee der sozialistischen Ärzte gegründet.[42]
- Dänemark. Die dänische Sektion nahm im September 1932 jeden Kollegen und jede Kollegin auf, der / die „auf marxistischem Boden stand.“ Gleichzeitig wurde für die aus 32 Mitgliedern bestehende Gruppe ein Aufnahmeantrag für den IVSAe gestellt.

Vorstand: J. H. Leunbach – Kopenhagen
- Deutschland. Der deutsche VSAe – nach eigenem Verständnis aus dem 1913 gegründeten Sozialdemokratischen Ärzteverein hervorgegangen – wurde an Pfingsten 1931 zum Kristallisationskern des IVSAe. Nach der Machtergreifung der deutschen Nationalsozialisten wurden der VSAe und die von ihm herausgegebene Zeitschrift Der sozialistische Arzt verboten. Die Mitglieder wurden auch wegen ihrer Aktivitäten im VSAe verfolgt. Ewald Fabian, dem langjährigen Schriftführer der Zeitschrift Der sozialistische Arzt gelang die Flucht nach Prag. Hier baute er das Internationale ärztliche Bulletin auf, das er als Sekretär unter dem Pseudonym E. Silva betreute. Er wurde dabei vom tschechischen Gesundheitsminister Ludwig Czech unterstützt.
- England. Am 21. September 1930 wurde auf einer Ärztekonferenz in London ein Komitee ernannt um Statuten für die Englische Vereinigung Sozialistischer Ärzte (Socialist Medical Association) auszuarbeiten und den Anschluss an die zu gründende IVSAe vorzubereiten. Eine erste Versammlung der Socialist Medical Association fand am 19. November 1930 statt. Als offizielles Organ der Vereinigung wurde ab Oktober 1937 eine Zeitschrift mit dem Titel Medicine Today and Tomorrow herausgegeben.

Vorstand: Sommerville Hastings, Charles W. Brook, Welply, Elisabeth Bunbury.
- Frankreich. In der Mitte des Jahres 1935 bildete sich in Paris aus ca. 40 Mitgliedern eine Groupe des médecins socialistes de France, die im Februar 1936 auf ca. 100 angewachsen war. Mit der Ärztefraktion der Kommunistischen Partei wurden Freundschaftsadressen ausgetauscht. Im Juni 1936 trat die Gruppe der IVSAe bei.

Vorstand: Oguse – Paris.
- Holland. Sekretär: B. H. Sajet – Amsterdam[59]
- Lettland. Die Sektion der Ärzte der sozialdemokratischen Arbeiterpartei in Lettland wurde im Frühjahr 1925 gegründet. Von 10 Mitgliedern 1925 wuchs sie auf 40 Mitglieder 1930. Pfingsten 1931 trat die Sektion der IVSAe bei.

Vorstand: Emil Ogrinsch, T. Staprans, Eliasberg, Adamson, Klara Kalnin.
- Norwegen. Im Juni 1931 wurde die Socialistiske loegers forening i Norge von 38 Mitgliedern aus allen Parteirichtungen endgültig konstituiert. Ein kleiner Teil der Mitglieder war parteilos. Schon im Mai 1931 war eine provisorische Sektion Norwegen der IVSAe beigetreten. Im Frühjahr 1932 hatte die Sektion zwischen 50 und 60 Mitgliedern. Sie gab die Zeitschrift Socialistik Medisinsk tidsskift als Organ der skandinavischen Sektionen (Norwegen – Schweden – Dänemark) heraus.

Vorstand: Karl Evang, Otto Galtung Hansen (1904–1981), Carl Viggo Lange (1904–1999), H. G. Dedichen, Nils Johansen, Bruusgard.
- Österreich. Mit der Begründung, im deutschen VSAe seien die Kommunisten „zwar nicht ihrer Zahl, wohl aber ihrem Einfluss nach führend,“ lehnte der Reichsverband der sozialdemokratischen Ärzte Österreichs unter Führung von Josef Karl Friedjung einen Beitritt zur IVSAe ab.

Vorstand: Josef Karl Friedjung, Philipp Elb.
- Peru. Nachdem im November 1931 von Einzelmitgliedern eine Anfrage zum Anschluss an den IVSAe gestellt worden war, kam es im September 1932 zur Gründung eines Landesverbandes Peru des IVSAe, den die Militärregierung sofort auflöste.[70][71]
- Polen. Im März 1934 fand in Warschau die konstituierende Sitzung des Polnischen sozialistischen Ärztebundes statt, der sich dem IVSAe anschloss.

Vorstand: Z. Szymanowski, F. Kaczanowski, Jerzy Michalowicz, A. Kammler, Braude-Heller.
- Schweden. Auf Initiative der Norwegischen Sektion wurde Anfang 1934 eine Schwedische Sektion (Socialistiska medicinarföreningen) des IVSAe gegründet.

Vorstand: Nils Silverskiöld (1888–1957), Gunnar Inghe – Stockholm.
- Schweiz. An einer Versammlung des VPOD: Sektion Ärzte in Olten wurde am 17. Juli 1932 ein Aufnahmegesuch zum IVSAe gestellt.

Vorstand: H. Schneider – Zürich, Fritz Limacher – Bern, Gustav Adolf Welti Nationalrat (SP) Rheinfelden, I. Mensch – Tesserete.
Der Zürcher Syndikalist Fritz Brupbacher war ab März 1927 Mitglied im VSAe. Von 1929 bis 1936 verfasste er Beiträge für die Zeitschriften Der sozialistische Arzt und Internationales ärztliches Bulletin.
- Spanien. Nach der Proklamation der Republik im April 1931 bildete sich in Spanien eine Vereinigung der Sozialistischen Ärzte (Agrupación de Médicos Socialistas), die sich zunächst eng an die sozialistische Allgemeine Arbeitervereinigung (Unión General de Trabajadores (UBT)) anlehnte. Im Juni 1931 wurde die Agrupación de Médicos Socialistas umbenannt in Madrider Ärztesyndikat (Sindicato Médico de Madrid), das gemeinsam mit der UGT arbeitete, aber von seinen Mitgliedern keine konkrete politische Einstellung verlangte, sondern nur „die Annahme des Grundprinzips des Klassenkampfes.“ Im Mai 1932 zählte das Sindicato Médico de Madrid ungefähr 200 Mitglieder (bei 2500 praktizierenden Ärzten in Madrid). Es gab acht weitere Ortsgruppen in Spanien. Dabei belief sich die Gesamtzahl der Mitglieder auf etwa 500 (bei etwa 20 000 praktizierenden Ärzten in Spanien). Von den Syndikalisten (CNT) wurde ebenfalls ein „Sanitäres Syndikat“ gegründet, das neben Ärzten das gesamte medizinische Personal umfasste. Die Zahl der dort eingetretenen Ärzte war geringer als im Sindicato Médico de Madrid.

Vorstand. José Torre Blanco – Madrid.
- Tschechoslowakei. In der Tschechoslowakei bildeten sich zwei linke Ärztegruppen: Der Verein tschechoslowakischer sozialdemokratischer Ärzte und der Verein deutscher sozialdemokratischer Ärzte in der Tschechoslowakischen Republik. In beiden Gruppen waren nur sozialdemokratische Ärzte organisiert. Das hinderte sie nicht daran, im Mai 1931 zusammen mit dem aus Sozialdemokraten, Kommunisten und Parteilosen zusammengesetzten VSAe den IVSAe zu gründen. Unter dem Patronat des tschechoslowakischen Gesundheitsministers Ludwig Czech boten die tschechoslowakischen Gruppen nach der Machtübernahme der Nationalsozialisten im Deutschen Reich dem IVSAe bis Anfang 1938 Asyl in Prag.[81][82][83][84][85][86]
  - Verein tschechoslowakischer sozialdemokratischer Ärzte. 1926 konstituierten 40 Mitglieder in Prag den Verein tschechoslowakischer sozialdemokratischer Ärzte. Im Juli 1930 bestanden außer in Prag Sektionen dieses Vereins in Pilsen, Mährisch Ostrau, Königgrätz und in der Slowakei mit einer Gesamtmitgliederzahl von 150 bis 200.

Vorstand: Max Popper (1872–1965), Jar. Stuchlík, August Turek.
Mitte-Ende 1931 kam es zur Gründung einer Ortsgruppe in Bratislava und zum Aufbau einer Landesgruppe für die Slowakei (Svaz čsl. Lékařů sociálnědemokratických). Die Gruppe in Bratislava hatte 51, die übrige Slowakei 70 Mitglieder.
- Verein deutscher sozialdemokratischer Ärzte in der Tschechoslowakischen Republik. Am 2. Februar 1930 fand in Prag die konstituierende Versammlung des Vereins deutscher sozialdemokratischer Ärzte in der Tschechoslowakischen Republik statt.

Vorstand: Arnold Holitscher, Oskar Fischer, Feldstein, Epstein, Neumann.
- Ungarn. Wegen massiver Repression entwickelte sich der ungarische Verein sozialdemokratischer Ärzte erst langsam in den späten 1920er Jahren. Am 24. Mai 1931 schloss er sich in Karlsbad dem IVSAe an.

Vorstand: Bela Totis – Budapest, Ferenc Jahn (1902–1945), Berkes, József Madzsar (1876–1944), Goldner, Schönstein, Brod, Biro, Karzas, Ella Fürst.

## Themen im VSAe und im IVSAe (Auswahl)

### Alkoholfrage
- 04.1926. Salo Drucker. Alkohol und Volksgesundheit. In: Der sozialistische Arzt, 2. Jg. (1926), Heft 1 (April), S. 39–41; Textarchiv – Internet Archive
- 04.1926. Otto Juliusburger. Diskussionsbeitrag zu Salo Drucker (Alkohol und Volksgesundheit). In: Der sozialistische Arzt, 2. Jg. (1926), Heft 1 (April), S. 41; Textarchiv – Internet Archive
- 04.1928. Salo Drucker, Max Hodann, Otto Juliusburger, Littwitz, Franz E. Rosenthal und Laura Turnau. Der sozialistische Arzt und der Kampf gegen den Alkoholismus. In: Der sozialistische Arzt, 3. Jg. (1928), Heft 4 (April), S. 36–37; Textarchiv – Internet Archive
- 12.1928. Salo Drucker. August Forel. Ein kurzes Nachwort zu seinem 80. Geburtstag. In: Der sozialistische Arzt, 4. Jg. (1928), Heft 3–4 (Dezember), S. 33–34; Textarchiv – Internet Archive
- 12.1928. Die Arbeitsgemeinschaft sozialistischer Alkoholgegner. In: Der sozialistische Arzt, 4. Jg. (1928), Heft 3–4 (Dezember), S. 37–39; Textarchiv – Internet Archive
- 05./06.1931. Otto Juliusburger. Alkoholismus, Wohnungsnot, Bodenreform. In: Der sozialistische Arzt, 7. Jg. (1931), Heft 5–6 (Mai–Juni), S. 158–161; Textarchiv – Internet Archive
- 11.1931. Arnold Holitscher. Weltwirtschaftskrise und Alkoholbekämpfung. In: Der sozialistische Arzt, 7. Jg. (1931), Heft 11 (November), S. 306–308; Textarchiv – Internet Archive
- 01.1932. Arnold Holitscher. Der 7. österreichische Alkoholgegnertag. In: Der sozialistische Arzt, 8. Jg. (1932), Heft 1 (Januar), S. 16–17; Textarchiv – Internet Archive
- 01.1932. Salo Drucker. Trinkerkinder. In: Der sozialistische Arzt, 8. Jg. (1932), Heft 1 (Januar), S. 18–25; Textarchiv – Internet Archive
- 03./04.1936. Arnold Holitscher. Die Sozialbilanz der Alkoholikerfamilie. In: Internationales ärztliches Bulletin, 3. Jg. (1936), Heft 2.3 (März–April), S. 28–33; Textarchiv – Internet Archive
- 10.1937. Arnold Holitscher. Der XXI. Internationale Kongreß gegen den Alkoholismus in Warschau. 12. bis 17. September 1937. In: Internationales ärztliches Bulletin, 4. Jg. (1937), Heft 8 (Oktober), S. 100–101; Textarchiv – Internet Archive

### Ambulatoriumfrage
- 03.1925. Entschließungen des Vereins. [Ambulatoriumsfrage, Tuberkulosebekämpfung.] In: Mitteilungsblatt des „Vereins sozialistischer Ärzte“, 1. Jg. (1925), Heft 1 (März), S. 5–7; Textarchiv – Internet Archive
- 07.1925. Ignaz Zadek senior. Zur Ambulatorienfrage. In: Mitteilungsblatt des „Vereins sozialistischer Ärzte“, 1. Jg. (1925), Heft 2–3 (Juli), S. 11–16; Textarchiv – Internet Archive
- 08./09.1931. Österreichische Ärzte und Ambulatoriumsfrage. In: Der sozialistische Arzt, 7. Jg. (1931), Heft 8–9 (August–September), S. 235–236; Textarchiv – Internet Archive

### Arbeitsmedizin
- 07.1925. Alfred Beyer. Gewerbehygiene.In: Mitteilungsblatt des „Vereins sozialistischer Ärzte“, 1. Jg. (1925), Heft 2–3 (Juli), S. 16; Textarchiv – Internet Archive
- 04.1926. Maria Seyring. Frauenerwerbsarbeit und Volksgesundheit. In: Der sozialistische Arzt, 2. Jg. (1926), Heft 1 (April), S. 18–22; Textarchiv – Internet Archive
- 04.1926. Minna Flake. Kurorte und Arbeiterschaft. In: Der sozialistische Arzt, 2. Jg. (1926), Heft 1 (April), S. 43–46; Textarchiv – Internet Archive
- 11.1926. Ewald Fabian. Solidarität mit den englischen Bergarbeitern! In: Der sozialistische Arzt, 2. Jg. (1926), Heft 2–3 (November), S. 46; Textarchiv – Internet Archive
- 04.1928. B. Miljutin. Die Erholungsheime in der Sowjetunion. In: Der sozialistische Arzt, 3. Jg. (1928), Heft 4 (April), S. 24–26; Textarchiv – Internet Archive
- 06.1929. Minna Flake. Zum Entwurf eines Arbeitsschutzgesetzes. In: Der sozialistische Arzt, 5. Jg. (1929), Heft 2 (Juni), S. 50–54; Textarchiv – Internet Archive
- 12.1929. Dora Fabian. Jahreshauptversammlung der Deutschen Gesellschaft für Gewerbehygiene. In: Der sozialistische Arzt, 5. Jg. (1929), Heft 4 (Dezember), S. 174–178; Textarchiv – Internet Archive
- 12.1929. Dora Fabian. Ernährung im Betrieb. In: Der sozialistische Arzt, 5. Jg. (1929), Heft 4 (Dezember), S. 178–179; Textarchiv – Internet Archive
- 07.1930. Hans Mayer-Daxlanden – NY-City. Der Einfluss der Fließarbeit auf die Gesundheit des amerikanischen Arbeiters. In: Der sozialistische Arzt, 6. Jg. (1930), Heft 3 (Juli), S. 102–111; Textarchiv – Internet Archive
- 07.1930. L. Pikler – Budapest. Die Frage der Arbeitszeit und Arbeitsintensität als physiologisches und psychologisches Problem. In: Der sozialistische Arzt, 6. Jg. (1930), Heft 3 (Juli), S. 111–113; Textarchiv – Internet Archive
- 07.1930. Zum Grubenunglück in Neurode. In: Der sozialistische Arzt, 6. Jg. (1930), Heft 3 (Juli), S. 137; Textarchiv – Internet Archive
- 03.1931. Karl Grimm – Komotau. Ärztliche und praktische Erfahrungen aus dem Leben der Bergarbeiter. In: Der sozialistische Arzt, 7. Jg. (1931), Heft 3 (März), S. 69–73; Textarchiv – Internet Archive
- 11./12.1932. Kurt Steinitz – Breslau. Der Einfluss der Rationalisierung auf den Gesundheitszustand der Arbeiter. In: Der sozialistische Arzt, 8. Jg. (1932), Heft 11–12 (November–Dezember), S. 193–200; Textarchiv – Internet Archive

### Eugenik
- 08.1928. G. A. Batkis. Die sozialen Probleme der Eugenik. In: Der sozialistische Arzt, 4. Jg. (1928), Heft 1–2 (August), S. 15–17; Textarchiv – Internet Archive
- 08./09.1931. Fritz Brupbacher. Zum Tode von August Forel. In: Der sozialistische Arzt, 7. Jg. (1931), Heft 8–9 (August–September), S. 232–233; Textarchiv – Internet Archive
- 03./04.1934. Gertrud Lukas. Kritische Gedanken zur Sterilisierungsfrage. In: Internationales ärztliches Bulletin, 1. Jg. (1934), Heft 3–4 (März–April), S. 55–62; Textarchiv – Internet Archive
- 09.1934. Karl Evang. Rassenhygiene und Sozialismus. In: Internationales ärztliches Bulletin, 1. Jg. (1934), Heft 9 (September), S. 130–135; Textarchiv – Internet Archive
- 10./11.1934. Schweizer Ärzte zur psychiatrischen Eugenik. Die Zwangssterilisationen in Deutschland. In: Internationales ärztliches Bulletin, 1. Jg. (1934), Heft 10–11 (Oktober–November), S. 166–68; Textarchiv – Internet Archive
- 12.1934. F. Limacher-Bern. Vernichtung lebensunwerten Lebens. In: Internationales ärztliches Bulletin, 1. Jg. (1934), Heft 12 (Dezember), S. 181–183; Textarchiv – Internet Archive
- 11./12.1936. Ewald Fabian. Ihre Rassenhygiene. In: Internationales ärztliches Bulletin, 3. Jg. (1936), Heft 9–10 (November–Dezember), S. 117; Textarchiv – Internet Archive
- 05./06.1937. J. Bělehrādek – Prag. Eugenik und Rassismus. In: Internationales ärztliches Bulletin, 4. Jg. (1937), Heft 4–5 (Mai–Juni), S. 45–56; Textarchiv – Internet Archive

### Faschismus–Nationalsozialismus
- 10.1930. Zusammenschluss der Hitler-Ärzte. In: Der sozialistische Arzt, 6. Jg. (1930), Heft 4 (Oktober), S. 185–186; Textarchiv – Internet Archive
- 01.1931. Ewald Fabian. Das Rezept der Nazi-Ärzte. In: Der sozialistische Arzt, 7. Jg. (1931), Heft 1 (Januar), S. 22; Textarchiv – Internet Archive
- 08./09.1931. Die deutschen Ärzte brauchen Kolonien! - „Deutsche Ärzte, wacht auf!“ In: Der sozialistische Arzt, 7. Jg. (1931), Heft 8–9 (August–September), S. 245–246 ; Textarchiv – Internet Archive
- 10.1931. „Die Mission des deutschen Arztes.“ In: Der sozialistische Arzt, 7. Jg. (1931), Heft 10 (Oktober), S. 288; Textarchiv – Internet Archive
- 11.1931. Der „Sozialismus“ der Nazi-Fachgruppe Gesundheitswesen. In: Der sozialistische Arzt, 7. Jg. (1931), Heft 11 (November), S. 314; Textarchiv – Internet Archive
- 04./05.1932. Gegen die Kulturreaktion! [Verbot des „Verbandes proletarischer Freidenker.“] In: Der sozialistische Arzt, 8. Jg. (1932), Heft 4–5 (April–Mai), S. 65; Textarchiv – Internet Archive
- 04./05.1932. Julian Marcuse. Nationalsozialistische Rassenexperimente. In: Der sozialistische Arzt, 8. Jg. (1932), Heft 4–5 (April–Mai), S. 76–78; Textarchiv – Internet Archive
- 04./05.1932. Naziärzte und Proletariat. In: Der sozialistische Arzt, 8. Jg. (1932), Heft 4–5 (April–Mai), S. 83–84; Textarchiv – Internet Archive
- 06.1932. „Wohlfahrtsanstalt“ Deutschland. In: Der sozialistische Arzt, 8. Jg. (1932), Heft 6 (Juni), S. 97–98; Textarchiv – Internet Archive
- 06.1932. Walter Fabian. NSDAP und geistige Arbeiter. In: Der sozialistische Arzt, 8. Jg. (1932) Heft 6 (Juni), S. 99–101:; Textarchiv – Internet Archive
- 06.1932. Käte Frankenthal. Ärzteschaft und Faschismus. In: Der sozialistische Arzt, 8. Jg. (1932) Heft 6 (Juni), S. 101–107; Textarchiv – Internet Archive
- 07./08.1932. Öffentliche Kundgebung gegen den Nationalsozialismus. In: Der sozialistische Arzt, 8. Jg. (1932) Heft 7–8 (Juli–August), S. 153–154:; Textarchiv – Internet Archive
- 10.1932. Ernst Simmel. Nationalsozialismus und Volksgesundheit. In: Der sozialistische Arzt, 8. Jg. (1932), Heft 9–10 (Oktober), S. 162–172; Textarchiv – Internet Archive
- 03./04.1934. Theodor Gruschka. Der Aufbruch der Primitiven. Die Vivisektion des Proletariats. In: Internationales ärztliches Bulletin, 1. Jg. (1934), Heft 3–4 (März–April), S. 43–50; Textarchiv – Internet Archive
- 03./04.1934. Emil Franzel. Die geistigen Arbeiter und der Kampf gegen den Faschismus. Die Kampfansage der Hakenkreuzler an den Universitäten In: Internationales ärztliches Bulletin, 1. Jg. (1934), Heft 3–4 (März–April), S. 50–53; Textarchiv – Internet Archive
- 07./08.1934. Erich Mühsams Ermordung. In: Internationales ärztliches Bulletin, 1. Jg. (1936), Heft 7–8 (Juli–August), S. 119–120; Textarchiv – Internet Archive
- 09.1934. Ferenc Jahn-Budapest. Faschismus und Sozialpolitik. In: Internationales ärztliches Bulletin, 1. Jg. (1934), Heft 9 (September), S. 138–142; Textarchiv – Internet Archive
- 12.1934. Gauleiter Streicher bei den Naziärzten. In: Internationales ärztliche Bulletin, 1. Jg. (1934), Heft 12 (Dezember), S. 186–187; Textarchiv – Internet Archive
- 07./08.1938. Ewald Fabian. Der Kampf der Nazis gegen die ärztliche Wissenschaft und gegen die Ärzte. In: Internationales ärztliches Bulletin, 5. Jg. (1938), Heft 5–6 (Juli–August), S. 44; Textarchiv – Internet Archive

### Fürstenenteignung
- 04.1926. Ewald Fabian. Die Fürstenansprüche und die Not des Volkes. In: Der sozialistische Arzt, 2. Jg. (1926), Heft 1 (April), S. 5–8; Textarchiv – Internet Archive
- 11.1926. Ewald Fabian. Zum Hohenzollernvergleich! In: Der sozialistische Arzt, 2. Jg. (1926), Heft 2–3 (November), S. 9–11; Textarchiv – Internet Archive

### Geschlechtskrankheiten
- 07.1925. Georg Loewenstein. Das Gesetz zur Bekämpfung der Geschlechtskrankheiten. In: Der sozialistische Arzt, 1. Jg. (1925), Heft 2–3 (Juli), S. 24; Textarchiv – Internet Archive
- 04.1926. Resolution zur Frage der städtischen Polikliniken. In: Der sozialistische Arzt, 2. Jg. (1926), Heft 1 (April), S. 50; Textarchiv – Internet Archive
- 04.1926. Franz E. Rosenthal. Russlands Bekämpfung der Geschlechtskrankheiten. In: Der sozialistische Arzt, 2. Jg. (1926), Heft 1 (April), S. 52; Textarchiv – Internet Archive
- 03.1927. Georg Loewenstein und Franz E. Rosenthal. Das neue Gesetz zur Bekämpfung der Geschlechtskrankheiten. In: Der sozialistische Arzt, 2. Jg. (1927), Heft 4 (März), S. 22–23; Textarchiv – Internet Archive
- 12.1927. Andreas Knack. Der Kampf gegen Geschlechtskrankheiten und Prostitution. In: Der sozialistische Arzt, 3. Jg. (1927), Heft 3 (Dezember), S. 10–18; Textarchiv – Internet Archive
- 12.1929. Georg Loewenstein. Die Auswirkungen des Gesetzes zur Bekämpfung der Geschlechts-Krankheiten. In: Der sozialistische Arzt, 5. Jg. (1929), Heft 4 (Dezember), S. 183–185; Textarchiv – Internet Archive
- 10.1930. Hugo Hecht. Die Bekämpfung der Geschlechtskrankheiten in der tschechoslowakischen Republik. In: Der sozialistische Arzt, 6. Jg. (1930), Heft 4, (Oktober), S. 173–178; Textarchiv – Internet Archive
- 06.1934. W. Bronner. Die Erfolge der Sowjetunion bei der Bekämpfung der Geschlechtskrankheiten. In: Internationales ärztliches Bulletin, 1. Jg. (1934), Heft 6 (Juni), S. 99–102; Textarchiv – Internet Archive

### KinderundJugendliche
- 04.1926. Georg Benjamin. Ausbau der Schulhygiene! In: Der sozialistische Arzt, 2. Jg. (1926), Heft 1 (April), S. 13–17; Textarchiv – Internet Archive
- 04.1926. Walburga Geiger. Kindergärten und Horte. In: Der sozialistische Arzt, 2. Jg. (1926), Heft 1 (April), S. 51; Textarchiv – Internet Archive
- 04.1926. Otto Gäbel. Resolution zur Kinderarbeit. In: Der sozialistische Arzt, 2. Jg. (1926), Heft 1 (April), S. 51; Textarchiv – Internet Archive
- 03.1927. Schutz für Mutter und Kind. In: Der sozialistische Arzt, 2. Jg. (1927), Heft 4 (März), S. 30–32; Textarchiv – Internet Archive
- 12.1927. E. Radin. Gesundheitsfürsorge für Kinder und Jugendliche in Sowjet-Rußland. In: Der sozialistische Arzt, 3. Jg. (1927), Heft 3 (Dezember), S. 18–21; Textarchiv – Internet Archive
- 06.1929. Clara Henriques. Erholungskuren für Schulentlassene Jugendliche und Krankenkassen. In: Der sozialistische Arzt, 5. Jg. (1929), Heft 2 (Juni), S. 62–65; Textarchiv – Internet Archive
- 06.1929. Kurt Beck. Jugendberatung. In: Der sozialistische Arzt, 5. Jg. (1929), Heft 2 (Juni), S. 69–73; Textarchiv – Internet Archive
- 02.1930. Charlotte Landé. Gesundheitspolitische Forderungen für Mutter und Kind. In: Der sozialistische Arzt, 6. Jg. (1930), Heft 1 (Februar), S. 8–10; Textarchiv – Internet Archive
- 07.1930. Walter Fabian. Das erste deutsche Jugenderholungsheim. In: Der sozialistische Arzt, 6. Jg. (1930), Heft 3 (Juli), S. 134–137; Textarchiv – Internet Archive
- 01.1932. Ernst Haase. Arzt und Jugendhelfer. In: Der sozialistische Arzt, 8. Jg. (1932), Heft 1 (Januar), S. 2–10; Textarchiv – Internet Archive
- 02./03.1932. Theodor Gruschka. Aufgaben der Gesundheitsfürsorge im Kampfe gegen die Kindertuberkulose. In: Der sozialistische Arzt, 8. Jg. (1932), Heft 2–3 (Februar–März), S. 33–41; Textarchiv – Internet Archive
- 02./03.1932. Justus Ehrhardt – Berlin. Die Grenzen der gegenwärtigen Jugendfürsorge. In: Der sozialistische Arzt, 8. Jg. (1932), Heft 2–3 (Februar–März), S. 41–48; Textarchiv – Internet Archive
- 09./10.1932. Hugo Jacobi. Probleme der Fürsorgeerziehung in Sowjetrussland. In: Der sozialistische Arzt, 8. Jg. (1932), Heft 9–10 (September–Oktober), S. 177–182; Textarchiv – Internet Archive

### Krankenkasse
- 03.1927. Paul Nicollet (1875–1940). Die Sozialversicherung und die französische Ärzteschaft. In: Der sozialistische Arzt, 2. Jg. (1927), Heft 4 (März), S. 1–7; Textarchiv – Internet Archive
- 12.1927. Ignaz Zadek senior. Ärzte und Krankenkassen. In: Der sozialistische Arzt, 3. Jg. (1927), Heft 3 (Dezember), S. 3–5; Textarchiv – Internet Archive
- 04.1928. Franz Karlewitz. Ausgehzeit von … bis … Wie lange noch?. In: Der sozialistische Arzt, 3. Jg. (1928), Heft 4 (April), S. 34–36; Textarchiv – Internet Archive
- 08.1928. Arnold Holitscher. Ist die Krankenversicherung Endziel oder Übergang? In: Der sozialistische Arzt, 4. Jg. (1928), Heft 1–2 (August), S. 3–10; Textarchiv – Internet Archive
- 12.1928. Helmut Lehmann. „Reform der Reichversicherungsordnung.“ Leitsätze des Referenten Helmut Lehmann auf dem Breslauer Krankenkassentag. In: Der sozialistische Arzt, 4. Jg. (1928), Heft 3–4 (Dezember), S. 12–15; Textarchiv – Internet Archive
- 12.1928. Über „Krankenversicherung und soziale Hygiene.“ Die Internationale der Krankenkassen. In: Der sozialistische Arzt, 4. Jg. (1928), Heft 3–4 (Dezember), S. 36–37; Textarchiv – Internet Archive
- 09.1929. Salo Drucker. Der 33. Deutsche Krankenkassentag. In: Der sozialistische Arzt, 5. Jg. (1929), Heft 3 (September), S. 115–120; Textarchiv – Internet Archive
- 12.1929. Internationaler Krankenversicherungskongress. In: Der sozialistische Arzt, 5. Jg. (1929), Heft 4 (Dezember), S. 179–180; Textarchiv – Internet Archive
- 05.1930. Kirchhof – Breslau. Die Reform der Krankenversicherung. In: Der sozialistische Arzt, 6. Jg. (1930), Heft 2 (Mai), S. 60–64; Textarchiv – Internet Archive
- 07.1930. Gegen die Steuer auf Krankheit! Für den Schutz der Volksgesundheit! In: Der sozialistische Arzt, 6. Jg. (1930), Heft 3 (Juli), S. 97–98; Textarchiv – Internet Archive
- 07.1930. Arbeitgeberverbände und Krankenversicherung. In: Der sozialistische Arzt, 6. Jg. (1930), Heft 3 (Juli), S. 98–99; Textarchiv – Internet Archive
- 07.1930. Zahnärztliche Stellungnahme zur Krankenversicherung. In: Der sozialistische Arzt, 6. Jg. (1930), Heft 3 (Juli), S. 100; Textarchiv – Internet Archive
- 10.1930. Michel – Pirmasens. Notverordnung und Sozialversicherung. In: Der sozialistische Arzt, 6. Jg. (1930), Heft 4 (Oktober), S. 149–154; Textarchiv – Internet Archive
- 10.1930. Der 34. Krankenkassentag in Dresden. In: Der sozialistische Arzt, 6. Jg. (1930), Heft 4 (Oktober), S. 178–180; Textarchiv – Internet Archive
- 01.1931. Julian Marcuse. Zur Psychologie der Sozialversicherten [des Hans Prinzhorn ]. In: Der sozialistische Arzt, 7. Jg. (1931), Heft 1 (Januar), S. 20–22; Textarchiv – Internet Archive
- 05./06.1931. Franz Slabihoudek. Der Arzt und die Sozialversicherung. In: Der sozialistische Arzt, 7. Jg. (1931), Heft 5–6 (Mai–Juni), S. 144–148; Textarchiv – Internet Archive
- 05./06.1931. Matthias Eldersch. Der Referentenentwurf der sozialen Reaktion. In: Der sozialistische Arzt, 7. Jg. (1931), Heft 5–6 (Mai–Juni), S. 151–154; Textarchiv – Internet Archive
- 11.1931. Annemarie Bieber. Die Regelung der Beziehungen zwischen Ärzten und Krankenkassen. In: Der sozialistische Arzt, 7. Jg. (1931), Heft 11 (November), S. 294–300; Textarchiv – Internet Archive
- 11.1931. Max Hodann. Einige Bemerkungen zum Selo-Prozeß. In: Der sozialistische Arzt, 7. Jg. (1931), Heft 11 (November), S. 305–306; Textarchiv – Internet Archive
- 04./05.1932. Emerich Fischer. Die Ärzte und die Krankenversicherung. In: Der sozialistische Arzt, 8. Jg. (1932), Heft 4–5 (April–Mai), S. 70–75; Textarchiv – Internet Archive

### Krankenpflege
- 07.1925. Ewald Fabian. Über die Arbeitszeit in den Krankenanstalten Berlins. In: Mitteilungsblatt des „Vereins sozialistischer Ärzte“, 1. Jg. (1925), Heft 2–3 (Juli), S. 23; Textarchiv – Internet Archive
- 04.1926. Der Achtstundentag als Gesundheitsforderung, im Besonderen in der Krankenpflege. In: Der sozialistische Arzt, 2. Jg. (1926), Heft 1 (April), S. 8–13; Textarchiv – Internet Archive
- 11.1926. Paul Levy. Die Gefährdung des Personals in den Krankenpflegeanstalten der Stadt Berlin. In: Der sozialistische Arzt, 2. Jg. (1926), Heft 2–3 (November), S. 38–41; Textarchiv – Internet Archive
- 11.1926. Carola Wedl. Die Wiedereinführung des 8-Stundentages in den Berliner städtischen Kranken- und Pflegeanstalten. In: Der sozialistische Arzt, 2. Jg. (1926), Heft 2–3 (November), S. 42–43; Textarchiv – Internet Archive
- 11.1931. Paul Levy. Internationale Konferenz für das Personal des Gesundheitswesens in Bern. In: Der sozialistische Arzt, 7. Jg. (1931), Heft 11 (November), S. 311–313; Textarchiv – Internet Archive

### Naturheilkunde–Kurpfuscher
- 11.1926. Ernst Simmel. Volksmedizin. In: Der sozialistische Arzt, 2. Jg. (1926), Heft 2–3 (November), S. 11–15; Textarchiv – Internet Archive
- 03.1927. Friedrich Wolf. Jungborne für Krankenkassen. In: Der sozialistische Arzt, 2. Jg. (1927), Heft 4 (März), S. 24–26; Textarchiv – Internet Archive
- 04.1928. Feuerstein – Jena. Kurpfuschertum und sozialistische Presse. In: Der sozialistische Arzt, 3. Jg. (1928), Heft 4 (April), S. 10–13; Textarchiv – Internet Archive
- 10.1930. Felix Boenheim. Arzt und Kurpfuscher. In: Der sozialistische Arzt, 6. Jg. (1930) Heft 4 (Oktober), S. 161–164; Textarchiv – Internet Archive
- 10.1930. Otto Paul Gerber – Wien. Die Kurpfuscherei. In: Der sozialistische Arzt, 6. Jg. (1930), Heft 4 (Oktober), S. 164–170; Textarchiv – Internet Archive
- 12.1934. Gauleiter Streicher bei den Naziärzten. In: Internationales ärztliche Bulletin, 1. Jg. (1934), Heft 12 (Dezember), S. 186–187; Textarchiv – Internet Archive
- 02./03.1935. Ewald Fabian. Blubo-Volksgesundheit. In: Internationales ärztliches Bulletin, 2. Jg. (1935), Heft 2–3 (Februar–März), S. 22; Textarchiv – Internet Archive
- 09.1935. Theodor Gruschka. Eine neue deutsche Heilkunde. In: Internationales ärztliches Bulletin, 2. Jg. (1935), Heft 7 (September), S. 87–92; Textarchiv – Internet Archive
- 05.1936. Käte Frankenthal (Pseudonym K. Kenta). Ärzte und Naturheilkundige in Deutschland. In: Internationales ärztliches Bulletin, 3. Jg. (1936), Heft 4 (Mai), S. 45–46 ; Textarchiv – Internet Archive
- 03./04.1937. Ewald Fabian. Zum nationalsozialistischen Umbruch in der Medizin. In: Internationales ärztliches Bulletin IV (1937), Heft 2–3 (März–April), S. 25; Textarchiv – Internet Archive

### Notverordnung–Wirtschaftskrise
- 07.1931. Die Notverordnung. In: Der sozialistische Arzt, 7. Jg. (1931), Heft 7 (Juli), S. 181–183; Textarchiv – Internet Archive
- 07.1931. Sparsamkeit bei den Krankenkassen? In: Der sozialistische Arzt, 7. Jg. (1931), Heft 7 (Juli), S. 206–207; Textarchiv – Internet Archive
- 08./09.1931. Engelbert Graf. Weltwirtschaftskrise und Volksgesundheit. In: Der sozialistische Arzt, 7. Jg. (1931), Heft 8–9 (August–September), S. 221–228; Textarchiv – Internet Archive
- 10.1931. Ladislaus Pikler – Budapest. Brotnot und Notbrot als sozialhygienisches Problem. In: Der sozialistische Arzt, 7. Jg. (1931), Heft 10 (Oktober), S. 283–287; Textarchiv – Internet Archive
- 12.1931. Protest der Kriegsbeschädigten gegen die Abbaupsychose. In: Der sozialistische Arzt, 7. Jg. (1931), Heft 12 (Dezember), S. 340–341; Textarchiv – Internet Archive
- 12.1931. Arbeitshaus statt Fürsorgeerziehung. In: Der sozialistische Arzt, 7. Jg. (1931), Heft 12 (Dezember), S. 345; Textarchiv – Internet Archive
- 07./08.1932. Freund – Dresden. Abbau oder Aufbau der Sozialpolitik vom Standpunkt des Arztes. In: Der sozialistische Arzt, 8. Jg. (1932), Heft 7–8 (Juli–August), S. 132–138; Textarchiv – Internet Archive
- 07./08.1932. Wirtschaftskrise und Volksgesundheit. In: Der sozialistische Arzt, 8. Jg. (1932), Heft 7–8 (Juli–August), S. 150–151; Textarchiv – Internet Archive
- 09./10.1932. Die Wirkung der Weltwirtschaftskrise auf die Volksgesundheit. In: Der sozialistische Arzt, 8. Jg. (1932), Heft 9–10 (September–Oktober), S. 161; Textarchiv – Internet Archive
- 09./10.1932. Käte Frankenthal. Wirtschaftsnot und Volksgesundheit. In: Der sozialistische Arzt, 8. Jg. (1932), Heft 9–10 (September–Oktober), S. 173–174; Textarchiv – Internet Archive

### Psychiatrie–Psychotherapie–Psychoanalyse
- 11.1926. Siegfried Bernfeld. Sozialismus und Psychoanalyse. In: Der sozialistische Arzt, 2. Jg. (1926), Heft 2–3 (November), S. 15–22; Textarchiv – Internet Archive
- 11.1926. Ernst Simmel. Diskussionsbeitrag zu: Siegfried Bernfeld. (Sozialismus und Psychoanalyse.) In: Der sozialistische Arzt, 2. Jg. (1926), Heft 2–3 (November), S. 28–35; Textarchiv – Internet Archive
- 08.1927. Max Levy-Suhl. Über Unfall- und Kriegsneurosen. Dazu diverse Kommentare. In: Der sozialistische Arzt, 3. Jg. (1927), Heft 1–2 (August), S. 24–39; Textarchiv – Internet Archive
- 08.1927. Paul Levy. Arbeitstherapie. In: Der sozialistische Arzt, 3. Jg. (1927), Heft 1–2 (August), S. 46–52; Textarchiv – Internet Archive
- 12.1927. Die Behandlung seelischer Erkrankungen im Proletariat. In: Der sozialistische Arzt, 3. Jg. (1927), Heft 3 (Dezember), S. 35–36; Textarchiv – Internet Archive
- 03.1929. Walther Riese. Unfallneurose vom sozialärztlichen Standpunkt. In: Der sozialistische Arzt, 5. Jg. (1929), Heft 1, (März), S. 21–25; Textarchiv – Internet Archive
- 05.1930. Siegfried Bernfeld. Kassenärztliche Psychotherapie. In: Der sozialistische Arzt, 6. Jg. (1930), Heft 2 (Mai), S. 54–59; Textarchiv – Internet Archive
- 07.1930. Arthur Kronfeld. Zur kassenärztlichen Psychotherapie. Eine Erwiderung. In: Der sozialistische Arzt, 6. Jg. (1930), Heft 3, (Juli), S. 125–129; Textarchiv – Internet Archive
- 07.1930. Offene Fürsorge für Nerven- und Geisteskranke. In: Der sozialistische Arzt, 6. Jg. (1930), Heft 3 (Juli), S. 129–132; Textarchiv – Internet Archive
- 03.1931. Paul Lewy. Die Krise der Arbeitstherapie. In: Der sozialistische Arzt, 7. Jg. (1931), Heft 3 (März), S. 76; Textarchiv – Internet Archive
- 03.1931. Julius Heller. Diskussion zu: Paul Lewy. Die Krise der Arbeitstherapie. In: Der sozialistische Arzt, 7. Jg. (1931), Heft 3 (März), S. 78–79; Textarchiv – Internet Archive
- 04.1931. Wilhelm Reich. Die seelischen Erkrankungen als soziales Problem (Teil 1). In: Der sozialistische Arzt, 7. Jg. (1931), Heft 4 (April), S. 111–115; Textarchiv – Internet Archive
- 04.1931. Bela Totis-Budapest. Freudismus und Sozialismus. In: Der sozialistische Arzt, 7. Jg. (1931), Heft 4 (April), S. 115–120; Textarchiv – Internet Archive
- 05./06.1931. Wilhelm Reich. Die seelischen Erkrankungen als soziales Problem (Teil 2). In: Der sozialistische Arzt, 7. Jg. (1931), Heft 5–6 (Mai–Juni), S. 161–165; Textarchiv – Internet Archive
- 12.1931. Arthur Kronfeld. Soziale Not und soziale Psychotherapie. In: Der sozialistische Arzt, 7. Jg. (1931), Heft 12 (Dezember), S. 332–333; Textarchiv – Internet Archive
- 02.1934. T. Nefeklus-Prag. Zum Bonhoeffer-Gutachten im Fall Lubbe. In: Internationales ärztliches Bulletin, 1. Jg. (1934), Heft 2 (Februar), S. 21–23; Textarchiv – Internet Archive
- 02./03.1935. Otto Fenichel. Über Psychoanalyse, Krieg und Frieden. In: Internationales ärztliches Bulletin, 2. Jg. (1935), Heft 2–3 (Februar–März), S. 30–40; Textarchiv – Internet Archive
- 05./06.1935. Edward Glower – London. Antwort (der Kommentar) auf den Aufsatz von Otto Fenichel »Über Psychoanalyse, Krieg und Frieden«. In: Internationales ärztliches Bulletin, 2. Jg. (1935), Heft 5–6 (Mai–Juni), S. 76–77; Textarchiv – Internet Archive
- 03./04.1936. B. H. Sajet – Amsterdam. Traumatische Neurosen. In: Internationales ärztliches Bulletin, 3. Jg. (1936), Heft 2–3 (März–April), S. 23–27; Textarchiv – Internet Archive
- 05.1936. Otto Fenichel. Sigmund Freud – 80 Jahre. In: Internationales ärztliches Bulletin, 3. Jg. (1936), Heft 4 (Mai), S. 49–53; Textarchiv – Internet Archive
- 07./08.1938. F. F. Der 15. Internationale Psychoanalytische Kongress in Paris. In: Internationales ärztliches Bulletin, 5. Jg. (1938), Heft 5–6 (Juli–August), S. 49- ; Textarchiv – Internet Archive

### Roggenbrotgesetz
- 05.1930. O. Popitz – Dresden. Die Brotfrage als volksgesundheitliches Problem. In: Der sozialistische Arzt, 6. Jg. (1930), Heft 2 (Mai), S. 49–52; Textarchiv – Internet Archive
- 05.1930. Minna Flake. Zum Roggenbrotgesetz. In: Der sozialistische Arzt, 6. Jg. (1930), Heft 2 (Mai), S. 52–53; Textarchiv – Internet Archive

### Säuglingssterben in Lübeck
- 07.1930. Leo Klauber. Das Säuglingssterben in Lübeck. In: Der sozialistische Arzt, 6. Jg. (1930), Heft 3 (Juli), S. 113–115; Textarchiv – Internet Archive

### Schwangerschaftsabbruch
- 12.1925. Ernst Simmel. Grundsätzliches zum Kampf gegen den § 218. In: Der sozialistische Arzt, 1. Jg. (1925), Heft 4 (Dezember), S. 27
- 04.1928. Der Kampf gegen den § 144 in Österreich. In: Der sozialistische Arzt, 3. Jg. (1928), Heft 4 (April), S. 38–39; Textarchiv – Internet Archive
- 08.1928. Paul Levy. Geburtenregelung und Sozialismus. In: Der sozialistische Arzt, 4. Jg. (1928), Heft 1–2 (August), S. 10–15; Textarchiv – Internet Archive
- 08.1928. Geburtenregelung. In: Der sozialistische Arzt, 4. Jg. (1928), Heft 1–2 (August), S. 34; Textarchiv – Internet Archive
- 03.1929. Zur Frage der Schwangerschaftsunterbrechung. In: Der sozialistische Arzt, 5. Jg. (1929), Heft 1 (März), S. 1; Textarchiv – Internet Archive
- 03.1929. Leo Klauber. Die Berliner Ärztekammer und der § 218. In: Der sozialistische Arzt, 5. Jg. (1929), Heft 1 (März), S. 2–5 ; Textarchiv – Internet Archive
- 03.1929. Julian Marcuse. Geburtenregelung. In: Der sozialistische Arzt, 5. Jg. (1929), Heft 1 (März), S. 15–19; Textarchiv – Internet Archive
- 03.1929. Reni Begun. Der Ärztekurs über Geburtenregelung. In: Der sozialistische Arzt, 5. Jg. (1929), Heft 1 (März), S. 19–21; Textarchiv – Internet Archive
- 06.1929. Julian Marcuse. Doktrin oder Leben? In: Der sozialistische Arzt, 5. Jg. (1929), Heft 2 (Juni), S. 54–57; Textarchiv – Internet Archive
- 06.1929. Salli Marx – Stuttgart. Mein Kampf gegen den § 218 und die „Medizinische Welt.“ Erwiderung von Prof. A. Dührssen. In: Der sozialistische Arzt, 5. Jg. (1929), Heft 2 (Juni), S. 57–61; Textarchiv – Internet Archive
- 06.1929. Julian Marcuse. Zur Bedeutung der Stellungnahme der Berliner Ärztekammer gegenüber dem § 218. In: Der sozialistische Arzt, 5. Jg. (1929), Heft 2 (Juni), S. 61–62; Textarchiv – Internet Archive
- 09.1929. Fritz Brupbacher. Der proletarische Standpunkt in der Frage der Geburtenregelung. In: Der sozialistische Arzt, 5. Jg. (1929), Heft 3 (September), S. 96–98; Textarchiv – Internet Archive
- 09.1929. J. H. Leunbach – Kopenhagen. Schwangerschaftsunterbrechung in Dänemark. In: Der sozialistische Arzt, 5. Jg. (1929), Heft 3 (September), S. 130–135; Textarchiv – Internet Archive
- 07.1930. Minna Flake. Berliner Ärztinnen zu § 218. In: Der sozialistische Arzt, 6. Jg. (1930), Heft 3 (Juli), S. 116
- 07.1930. Carl Credé. Ärztevereinsbund und § 218. In: Der sozialistische Arzt, 6. Jg. (1930), Heft 3, (Juli), S. 120–125; Textarchiv – Internet Archive
- 10.1930. Max Hodann. Neues zur Abtreibungsfrage? In: Der sozialistische Arzt, 6. Jg. (1930), Heft 4 (Oktober), S. 157–161; Textarchiv – Internet Archive
- 10.1930. Julian Marcuse. IV. Internationaler Kongress für Geburtenregelung. In: Der sozialistische Arzt, 6. Jg. (1930), Heft 4 (Oktober), S. 181–182; Textarchiv – Internet Archive
- 03.1931. Alfred Döblin. Gegen die Kulturreaktion! Gegen den Abtreibungsparagraphen! Für Friedrich Wolf! In: Der sozialistische Arzt, 7. Jg. (1931), Heft 3, (März), S. 65–66; Textarchiv – Internet Archive
- 03.1931. Friedrich Wolf. Gegen die Kulturreaktion! … In: Der sozialistische Arzt, 7. Jg. (1931), Heft 3, (März), S. 66–67; Textarchiv – Internet Archive
- 04.1931. Alfred Dührssen. Stimmen gegen den § 218. In: Der sozialistische Arzt, 7. Jg. (1931), Heft 4 (April), S. 99–100; Textarchiv – Internet Archive
- 04.1931. Anna Siemsen. Stimmen gegen den § 218. In: Der sozialistische Arzt, 7. Jg. (1931), Heft 4 (April), S. 102; Textarchiv – Internet Archive
- 04.1931. Herbert Eulenberg. Stimmen gegen den § 218. In: Der sozialistische Arzt, 7. Jg. (1931), Heft 4 (April), S. 102; Textarchiv – Internet Archive
- 04.1931. Marie Juchacz. Stimmen gegen den § 218. In: Der sozialistische Arzt, 7. Jg. (1931), Heft 4 (April), S. 102; Textarchiv – Internet Archive
- 04.1931. Georg Hermann. Stimmen gegen den § 218. In: Der sozialistische Arzt, 7. Jg. (1931), Heft 4 (April), S. 103; Textarchiv – Internet Archive
- 04.1931. Tony Sender. Stimmen gegen den § 218. In: Der sozialistische Arzt, 7. Jg. (1931), Heft 4 (April), S. 103–104; Textarchiv – Internet Archive
- 04.1931. Gustav Wyneken. Stimmen gegen den § 218. In: Der sozialistische Arzt, 7. Jg. (1931), Heft 4 (April), S. 104; Textarchiv – Internet Archive
- 04.1931. Gustav Radbruch. Stimmen gegen den § 218. In: Der sozialistische Arzt, 7. Jg. (1931), Heft 4 (April), S. 104; Textarchiv – Internet Archive
- 07.1931. Julian Marcuse. Die deutschen Gynäkologen und die Geburtenregelung. In: Der sozialistische Arzt, 7. Jg. (1931), Heft 7 (Juli), S. 184–185; Textarchiv – Internet Archive
- 07.1931. Kappes. Um den § 218. In: Der sozialistische Arzt, 7. Jg. (1931), Heft 7 (Juli), S. 202–205; Textarchiv – Internet Archive
- 08./09.1931. Der Kampf gegen den Abtreibungsparagraphen. In: Der sozialistische Arzt, 7. Jg. (1931), Heft 8–9 (August–September), S. 233–235; Textarchiv – Internet Archive
- 10.1931. Norman Haire. Die sexuelle Frage in England. In: Der sozialistische Arzt, 7. Jg. (1931), Heft 10 (Oktober), S. 276–278; Textarchiv – Internet Archive
- 01.1932. Die deutsche Ärztin und der § 218. In: Der sozialistische Arzt, 8. Jg. (1932), Heft 1 (Januar), S. 27; Textarchiv – Internet Archive
- 02./03.1932. Julian Marcuse. Geschlecht gegen Rasse. In: Der sozialistische Arzt, 8. Jg. (1932), Heft 2–3 (Februar–März), S. 54–55; Textarchiv – Internet Archive
- 04./05.1932. Julian Marcuse. Nationalsozialistische Rassenexperimente. In: Der sozialistische Arzt, 8. Jg. (1932), Heft 4–5 (April–Mai), S. 76–78; Textarchiv – Internet Archive
- 04./05.1932. R. Elkan-Hamburg. „Birth-Control“, ein Weg aus der Wirtschaftskrise? In: Der sozialistische Arzt, 8. Jg. (1932), Heft 4–5 (April–Mai), S. 78–83; Textarchiv – Internet Archive
- 07./08.1932. Oskar Rosenbaum. Der Kampf um Geburtenregelung in Ungarn. In: Der sozialistische Arzt, 8. Jg. (1932), Heft 7–8 (Juli–August), S. 139–140; Textarchiv – Internet Archive
- 07./08.1932. Zur Abtreibungsfragen [Tschechischer Gesetzentwurf]. In: Der sozialistische Arzt, 8. Jg. (1932), Heft 7–8 (Juli–August), S. 148–150; Textarchiv – Internet Archive
- 09./10.1932. Zur Abortfrage in Dänemark. In: Der sozialistische Arzt, 8. Jg. (1932), Heft 9–10 (September–Oktober), S. 183; Textarchiv – Internet Archive
- 11./12.1932. Hugo Hecht. Schwangerschaftsunterbrechung der Proletarierin. Versuch einer Statistik. In: Der sozialistische Arzt, 8. Jg. (1932) Heft 11–12 (November–Dezember), S. 201–206; Textarchiv – Internet Archive
- 10./11.1934. Ewald Fabian. Schwangerschaftsunterbrechungen vor deutschen Richtern. In: Internationales ärztliches Bulletin, 1. Jg. (1934), Heft 10–11 (Oktober–November), S. 149; Textarchiv – Internet Archive
- 01.1935. Käte Frankenthal. Ein Abtreibungsprozess in Schweden. In: Internationales ärztliches Bulletin, 2. Jg. (1935), Heft 1 (Januar), S. 14–16; Textarchiv – Internet Archive
- 04.1935. A. Genns – Moskau. Schutz der Mutterschaft und Abtreibung. In: Internationales ärztliches Bulletin, 2. Jg. (1935), Heft 4 (April), S. 59–60; Textarchiv – Internet Archive
- 05./06.1935. H. Dittmer. Zum neuen Gesetz über die Abtreibung in Norwegen. In: Internationales ärztliches Bulletin, 2. Jg. (1935), Heft 5–6 (Mai–Juni), S. 78; Textarchiv – Internet Archive
- 11./12.1935. Hans Schneider – Zürich. Abtreibung und schweizerisches Strafrecht. In: Internationales ärztliches Bulletin, 2. Jg. (1935), Heft 8–9 (November–Dezember), S. 107–112; Textarchiv – Internet Archive
- 11./12.1935. Käte Frankenthal. Gegen den Abtreibungsparagraphen! In: Internationales ärztliches Bulletin, 2. Jg. (1935), Heft 8–9 (November–Dezember), S. 112–117; Textarchiv – Internet Archive
- 06./07.1936. Fritz Brupbacher. Die neue Abortgesetzgebung in der Sowjetunion. In: Internationales ärztliches Bulletin, 3. Jg. (1936), Heft 5–6 (Juni–Juli), S. 73–76; Textarchiv – Internet Archive
- 08./09.1936. Das Abortgesetz in der Sowjetunion. In: Internationales ärztliches Bulletin, 3. Jg. (1936), Heft 7–8 (August–September), S. 112–113; Textarchiv – Internet Archive
- 01.1937. Felix Marti Baňiz. Zum katalanischen Abtreibungsgesetz. In: Internationales ärztliches Bulletin, 4. Jg. (1937), Heft 1 (Januar), S. 6–7; Textarchiv – Internet Archive
- 01.1937. Max Hodann. Politischer Abtreibungsprozess in Dänemark. In: Internationales ärztliches Bulletin, 4. Jg. (1937), Heft 1 (Januar), S. 7–9; Textarchiv – Internet Archive
- 01.1937. Nach dem Verbot des Abortus in der Sowjetunion. In: Internationales ärztliches Bulletin, 4. Jg. (1937), Heft 1 (Januar), S. 17–18; Textarchiv – Internet Archive
- 05./06.1937. Nach dem Verbot des Abortus in der Sowjetunion. In: Internationales ärztliches Bulletin, 4. Jg. (1937), Heft 4–5 (Mai–Juni), S. 59; Textarchiv – Internet Archive
- 07./08.1937. Max Hodann. Die Freigabe des Abortus provocatus in Katalonien. In: Internationales ärztliches Bulletin, 4. Jg. (1937), Heft 6–7 (Juli–August), S. 70–73; Textarchiv – Internet Archive
- 07./08.1937. Nach dem Verbot des Abortus in der Sowjetunion. In: Internationales ärztliches Bulletin, 4. Jg. (1937), Heft 6–7 (Juli–August), S. 84; Textarchiv – Internet Archive
- 12.1937. Noch strengere Durchführung des Abtreibungsverbots in der Sowjetunion. In: Internationales ärztliches Bulletin, 4. Jg. (1937), Heft 9–10 (Dezember), S. 122; Textarchiv – Internet Archive
- 01./02.1938. Die sozialistischen Ärzte der Schweiz zur Frage der Schwangerschaftsunterbrechung. In: Internationales ärztliches Bulletin, 5. Jg. (1938), Heft 1–2 (Januar–Februar), S. 8–16; Textarchiv – Internet Archive
- 04./05.1938. XYZ. Zum Problem der Schwangerschaftsunterbrechung. In: Internationales ärztliches Bulletin, 5. Jg. (1938), Heft 3–4 (April–Mai), S. 27–29; Textarchiv – Internet Archive

### Seuchenbekämpfung
- 03.1925. Entschließungen des Vereins. [Ambulatoriumsfrage, Tuberkulosebekämpfung.] In: Mitteilungsblatt des „Vereins sozialistischer Ärzte“, 1. Jg. (1925), Heft 1 (März), S. 5–7; Textarchiv – Internet Archive
- 11.1926. Typhusepidemie und Seuchenbekämpfung. Forderungen des VSAe. In: Der sozialistische Arzt, 2. Jg. (1926), Heft 2–3 (November), S. 1; Textarchiv – Internet Archive
- 12.1927. Margarete Lewy. Die Bedeutung der Arbeit für den Lungentuberkulosen in psychischer und sozialer Hinsicht. In: Der sozialistische Arzt, 3. Jg. (1927), Heft 3 (Dezember), S. 21–29; Textarchiv – Internet Archive
- 12.1927. Soloweetschik. Die spinale Kinderlähmung in Leipzig. In: Der sozialistische Arzt, 3. Jg. (1927), Heft 3 (Dezember), S. 31–32; Textarchiv – Internet Archive
- 04.1928. Otto Eisinger. Bekämpfung der Volksseuchen durch die Gemeinde Wien. In: Der sozialistische Arzt, 3. Jg. (1928), Heft 4 (April), S. 19–24; Textarchiv – Internet Archive

### Sexualwissenschaft
- 07.1925. Felix A. Theilhaber. Der neue Strafrechtsentwurf. In: Mitteilungsblatt des „Vereins sozialistischer Ärzte“, 1. Jg. (1925), Heft 2–3 (Juli), S. 29; Textarchiv – Internet Archive
- 04.1926. Max Hodann. Das Problem des Sexualunterrichtes. In: Der sozialistische Arzt, 2. Jg. (1926), Heft 1 (April), S. 22–24; Textarchiv – Internet Archive
- 03.1927. Max Hodann. Leitsätze zur Ausübung der sogenannten Eheberatung. In: Der sozialistische Arzt, 2. Jg. (1927), Heft 4 (März), S. 12–16; Textarchiv – Internet Archive
- 03.1927. Felix A. Theilhaber. Sexualberatung. In: Der sozialistische Arzt, 2. Jg. (1927), Heft 4 (März), S. 17–19; Textarchiv – Internet Archive
- 12.1927. Magnus Hirschfeld. Das drohende Sexualstrafrecht. In: Der sozialistische Arzt, 3. Jg. (1927), Heft 3 (Dezember), 32–34; Textarchiv – Internet Archive
- 12.1927. Sittlichkeit und Strafrecht. In: Der sozialistische Arzt, 3. Jg. (1927), Heft 3 (Dezember), 36–37; Textarchiv – Internet Archive
- 04.1928. Max Hodann. Der Kampf der deutschen Behörden gegen die medizinische Aufklärung. In: Der sozialistische Arzt, 3. Jg. (1928), Heft 4 (April), S. 5–10; Textarchiv – Internet Archive
- 04.1928. Weltliga für Sozialreform. In: Der sozialistische Arzt, 3. Jg. (1928), Heft 4 (April), S. 41; Textarchiv – Internet Archive
- 04.1928. Magnus Hirschfeld. In: Der sozialistische Arzt, 3. Jg. (1928), Heft 4 (April), S. 47–48; Textarchiv – Internet Archive
- 12.1928. Berndt Götz. Sexuelle Kümmerformen und ihre strafrechtliche Bewertung. In: Der sozialistische Arzt, In: Der sozialistische Arzt, 4. Jg. (1928), Heft 3–4 (Dezember), S. 15–17; Textarchiv – Internet Archive
- 12.1928. Ernst Simmel. Diskussionsbemerkungen zum Referat Götz (Sexuelle Kümmerformen …). In: Der sozialistische Arzt, 4. Jg. (1928), Heft 3–4 (Dezember), S. 17–22; Textarchiv – Internet Archive
- 12.1928. Otto Fenichel. Diskussionsbemerkungen zum Referat Götz (Sexuelle Kümmerformen …). In: Der sozialistische Arzt, 4. Jg. (1928), Heft 3–4 (Dezember), S. 24–25; Textarchiv – Internet Archive
- 09.1929. Wilhelm Reich. Erfahrungen und Probleme der Sexualberatungsstellen für Arbeiter und Angestellte in Wien. In: Der sozialistische Arzt, 5. Jg. (1929), Heft, 3 (September), S. 98–102; Textarchiv – Internet Archive
- 12.1929. Felix A. Theilhaber. Die Sittlichkeit vor dem Reichstag. Der Arzt und die Sexualgesetzgebung. In: Der sozialistische Arzt, 5. Jg. (1929), Heft 4 (Dezember), S. 157–162; Textarchiv – Internet Archive
- 05./06.1935. Max Hodann. Magnus Hirschfeld zum Gedächtnis. In: Internationales ärztliches Bulletin, 2. Jg. (1935), Heft 5–6 (Mai–Juni), S. 73–76; Textarchiv – Internet Archive
- 12.1937. Zum Problem der Homosexualität. In: Internationales ärztliches Bulletin, 4. Jg. (1937), Heft 9–10 (Dezember), S. 114–116 ; Textarchiv – Internet Archive

### Sozialhygiene
- 11.1926. Richard Schmincke. Sozialhygienische Arbeiten im Sächsischen Landtag. Richard Schmincke. In: Der sozialistische Arzt, 2. Jg. (1926), Heft 2–3 (November), S. 6–9; Textarchiv – Internet Archive
- 08.1927. Nikolai Semaschko. Fünfjähriges Bestehen des Lehrstuhls für soziale Hygiene in Sowjet-Rußland. In: Der sozialistische Arzt, 3. Jg. (1927), Heft 1–2 (August), S. 39–41; Textarchiv – Internet Archive
- 04.1928. Georg Benjamin. Leitsätze zum Ausbau der Sozialhygiene. In:  Der sozialistische Arzt, 3. Jg. (1928), Heft 4 (April), S. 18–19; Textarchiv – Internet Archive

### Spanischer Bürgerkrieg
- 04.1935. Terrorurteile gegen Ärzte in Spanien. In: Internationales ärztliches Bulletin, 2. Jg. (1935), Heft 4 (April), S. 60–61; Textarchiv – Internet Archive
- 06/07.1936. J. Torre Blanco – Madrid. Spanien. In: Internationales ärztliches Bulletin, 3. Jg. (1936), Heft 5–6 (Juni–Juli), S. 71–73; Textarchiv – Internet Archive
- 08./09.1936. Ewald Fabian. Ärztlicher Hilfsdienst in Spanien. In: Internationales ärztliches Bulletin, 3. Jg. (1936), Heft 7–8 (August–September), S. 93; Textarchiv – Internet Archive
- 11./12.1936. Rafael Fraile – Madrid. Unser Sanitätsdienst im spanischen Bürgerkrieg. In: Internationales ärztliches Bulletin, 3. Jg. (1936), Heft 9–10 (November–Dezember), S. 118–121; Textarchiv – Internet Archive
- 01.1937. Ärztliche Hilfe der Schweizer Arbeiter für Spanien. In: Internationales ärztliches Bulletin, 4. Jg. (1937), Heft 1 (Januar), S. 3–4; Textarchiv – Internet Archive
- 01.1937. Ariol – Madrid. Besuch im Feldlazarett. In: Internationales ärztliches Bulletin, 4. Jg. (1937), Heft 1 (Januar), S. 4–5; Textarchiv – Internet Archive
- 03./04.1937. Federica Montseny. Die Arbeit des Ministeriums für Gesundheit und soziale Fürsorge. In: Internationales ärztliches Bulletin, 4. Jg. (1937), Heft 2–3 (März–April), S. 21–23; Textarchiv – Internet Archive
- 03./04.1937. Hebung des Wasserverbrauchs in Spanien. In: Internationales ärztliches Bulletin, 4. Jg. (1937), Heft 2–3 (März–April), S. 34; Textarchiv – Internet Archive
- 05./06.1937. Federica Montseny. Die großen Probleme des spanischen Wiederaufbaues. In: Internationales ärztliches Bulletin, 4. Jg. (1937), Heft 4–5 (Mai–Juni), S. 41–43; Textarchiv – Internet Archive
- 05./06.1937. M. R. L’organisation des services de transfusion au front d’Aragon. In: Internationales ärztliches Bulletin, 4. Jg. (1937), Heft 4–5 (Mai–Juni), S. 43–45; Textarchiv – Internet Archive
- 05./06.1937. Für Spanien! In: Internationales ärztliches Bulletin, 4. Jg. (1937), Heft 4–5 (Mai–Juni), S. 56–57; Textarchiv – Internet Archive
- 07./08.1937. Ärztliche Hilfe für das spanische Volk. In: Internationales ärztliches Bulletin, 4. Jg. (1937), Heft 6–7 (Juli–August), S. 69–70; Textarchiv – Internet Archive
- 10.1937. Oskar Telge – Valencia. Le développement du service sanitaire des Brigades Internationales. In: Internationales ärztliches Bulletin, 4. Jg. (1937), Heft 8 (Oktober), S. 90–94; Textarchiv – Internet Archive
- 10.1937. Ernst Valentin – Murcia. Aus dem Zentrum der sanitären Versorgung. In: Internationales ärztliches Bulletin, 4. Jg. (1937), Heft 8 (Oktober), S. 94–96 ; Textarchiv – Internet Archive
- 12.1937. Spanish Medical Aid Committee of London. In: Internationales ärztliches Bulletin, 4. Jg. (1937), Heft 9–10 (Dezember), S. 112–113 ; Textarchiv – Internet Archive
- 12.1937. Als Ärzte im Freiheitskampf gefallen! In: Internationales ärztliches Bulletin, 4. Jg. (1937), Heft 9–10 (Dezember), S. 124 ; Textarchiv – Internet Archive
- 01./02.1938. Spanischer Arzt von den Faschisten ermordet. In: Internationales ärztliches Bulletin, 5. Jg. (1938), Heft 1–2 (Januar–Februar), S. 17 ; Textarchiv – Internet Archive
- 04./05.1938. L’aide sanitaire à l’Espagne Républicaine. In: Internationales ärztliches Bulletin, 5. Jg. (1938), Heft 3–4 (April–Mai), S. 34–35 ; Textarchiv – Internet Archive
- 07./08.1938. René Dumont. Vingt mois de chirurgie sur les fronts d’Espagne. In: Internationales ärztliches Bulletin, 5. Jg. (1938), Heft 5–6 (Juli–August), S. 47–48 ; Textarchiv – Internet Archive
- 07./08.1938. Das Institut für Mutter- und Kinderschutz in Barcelona. In: Internationales ärztliches Bulletin, 5. Jg. (1938), Heft 5–6 (Juli–August), S. 52 ; Textarchiv – Internet Archive

### Stalinismus
- 07./08.1937. Pogrom in der Wissenschaft. In: Internationales ärztliches Bulletin, 4. Jg. (1937), Heft 6–7 (Juli–August), S. 83–4; Textarchiv – Internet Archive
- 04./05.1938. Ärzte im jüngsten Moskauer Prozess. In: Internationales ärztliches Bulletin, 5. Jg. (1938), Heft 3–4 (April–Mai), S. 33–34 ; Textarchiv – Internet Archive

### Standespolitik
- 08.1927. Ignaz Zadek. Zur Ärztekammerwahl. In: Der sozialistische Arzt, 3. Jg. (1927), Heft 1–2 (August), S. 3–7; Textarchiv – Internet Archive
- 12.1927. An den 46. Deutschen Ärztetag in Würzburg. – Ärztekammerwahl. – Programm des VSAe für die Wahlen zur Ärztekammer. In: Der sozialistische Arzt, 3. Jg. (1927), Heft 3 (Dezember), S. 5–10; Textarchiv – Internet Archive
- 04.1928. Sozialistische Programmrede in der neuen Ärztekammer. In: Der sozialistische Arzt, 3. Jg. (1928), Heft 4 (April), S. 13–16; Textarchiv – Internet Archive
- 08.1928. Die Wahlspende der Ärzte. In: Der sozialistische Arzt, 4. Jg. (1928), Heft 1–2 (August), S. 33; Textarchiv – Internet Archive
- 12.1928. Theodor Plaut. Ärztetag in Danzig. In: Der sozialistische Arzt, 4. Jg. (1928), Heft 3–4 (Dezember), S. 1–4; Textarchiv – Internet Archive
- 03.1929. Ignaz Zadek. Haushaltsberatungen in der Berliner Ärztekammer. In: Der sozialistische Arzt, 5. Jg. (1929), Heft 1 (März), S. 6–10; Textarchiv – Internet Archive
- 03.1929. S. Angeluschew. Die soziologische Stellung des Arztes. In: Der sozialistische Arzt, 5. Jg. (1929), Heft 1 (März), S. 26–33; Textarchiv – Internet Archive
- 03.1929. Gesundheitspolitik und ärztliche Standespolitik. In: Der sozialistische Arzt, 5. Jg. (1929), Heft 1 (März), S. 33; Textarchiv – Internet Archive
- 09.1929. Die Ärztetagung in Essen. In: Der sozialistische Arzt, 5. Jg. (1929), Heft 3 (September), S. 120–128; Textarchiv – Internet Archive
- 05.1930. Zum Gesetzentwurf betr. Entziehung der ärztlichen Approbation. In: Der sozialistische Arzt, 6. Jg. (1930), Heft 2 (Mai), S. 80–81; Textarchiv – Internet Archive
- 10.1930. Politische Zwangsumlagen des Hartmannbundes. In: Der sozialistische Arzt, 6. Jg. (1930), Heft 4 (Oktober), S. 154–155; Textarchiv – Internet Archive
- 01.1931. Der Hartmannbund gegen die freien Gewerkschaften. In: Der sozialistische Arzt, 7. Jg. (1931), Heft 1 (Januar), S. 2–3; Textarchiv – Internet Archive
- 05./06.1931. Hartmannbund und freigewerkschaftliche Ärzteschaft. In: Der sozialistische Arzt, 7. Jg. (1931), Heft 5–6 (Mai–Juni), S. 155; Textarchiv – Internet Archive
- 05./06.1931. Leo Klauber. Aus der Berliner Ärztekammer. In: Der sozialistische Arzt, 7. Jg. (1931), Heft 5–6 (Mai–Juni), S. 155–157; Textarchiv – Internet Archive
- 08./09.1931. Theodor Plaut. Deutscher Ärztetag in Köln, 1931. In: Der sozialistische Arzt, 7. Jg. (1931), Heft 8–9 (August–September), S. 229–232; Textarchiv – Internet Archive
- 10.1931. An die Berliner Ärzteschaft! Kammerwahlen im Reich. In: Der sozialistische Arzt, 7. Jg. (1931), Heft 10 (Oktober), S. 261–264; Textarchiv – Internet Archive
- 10.1931. Ilsa Strasser. VI. Internationaler Ärztinnenkongress in Wien. In: Der sozialistische Arzt, 7. Jg. (1931), Heft 10 (Oktober), S. 279–281; Textarchiv – Internet Archive
- 11.1931. Bela Totis – Budapest. Die psychologische Stellung des Arztes in der heutigen Gesellschaft. In: Der sozialistische Arzt, 7. Jg. (1931), Heft 11 (November), S. 308–310; Textarchiv – Internet Archive
- 12.1931. Zur außerordentlichen Tagung des Hartmannbundes. In: Der sozialistische Arzt, 7. Jg. (1931), Heft 12 (Dezember), S. 341–342; Textarchiv – Internet Archive
- 09./10.1932. Georg Benjamin. Das „unpolitische“ Deutsche Ärzteblatt. In: Der sozialistische Arzt, 8. Jg. (1932), Heft 9–10 (September–Oktober), S. 175–176; Textarchiv – Internet Archive

### Strafvollzug
- 07.1925. Der Fall Hoefle und die Ärzteschaft. In: Mitteilungsblatt des „Vereins sozialistischer Ärzte“, 1. Jg. (1925), Heft 2–3 (Juli), S. 19; Textarchiv – Internet Archive
- 07.1925. Erich Mühsam. Die hygienischen Verhältnisse in den deutschen Strafanstalten. Der Tod des bayerischen Landtagsabgeordneten August Hagemeister in der Festungshaftanstalt Niederschönenfeld am 16. Januar 1923. In: Der sozialistische Arzt, 1. Jg. (1925), Heft 2–3 (Juli), S. 20; Textarchiv – Internet Archive
- 04.1926. Gerhard Obuch. Der Strafvollzug, seine physischen und psychischen Wirkungen. In: Der sozialistische Arzt, 2. Jg. (1926), Heft 1 (April), S. 28–35; Textarchiv – Internet Archive
- 04.1926. Otto Juliusburger. Diskussionsbeitrag zu Gerhard Obuch (Der Strafvollzug …). In: Der sozialistische Arzt, 2. Jg. (1926), Heft 1 (April), S. 35; Textarchiv – Internet Archive
- 04.1926. Erich Mühsam. Diskussionsbeitrag zu Gerhard Obuch. (Der Strafvollzug … ). In: Der sozialistische Arzt, 2. Jg. (1926), Heft 1 (April), S. 37; Textarchiv – Internet Archive
- 11.1926. F. St. Zur Gefängnisrevolte in Wartenburg. In: Der sozialistische Arzt, 2. Jg. (1926), Heft 2–3 (November), S. 44–46; Textarchiv – Internet Archive
- 10.1930. L. Goldschmidt. Zur Kriminellenfürsorge. In: Der sozialistische Arzt, 6. Jg. (1930), Heft 4 (Oktober), S. 170–173; Textarchiv – Internet Archive
- 03.1931. Georg Loewenstein. Zum Bewahrungsproblem. In: Der sozialistische Arzt, 7. Jg. (1931), Heft 3 (März), S. 74–75; Textarchiv – Internet Archive

### Studium–Jungärzte
- 03.1927. Leo Klauber. Die Not der jungen Ärzte. In: Der sozialistische Arzt, 2. Jg. (1927), Heft 4 (März), S. 7–11; Textarchiv – Internet Archive
- 03.1927. Zur Reform des medizinischen Studiums. In: Der sozialistische Arzt, 2. Jg. (1927), Heft 4 (März), S. 32–33; Textarchiv – Internet Archive
- 08.1927. Zur Reform des medizinischen Studiums. Weitere Kommentare. In: Der sozialistische Arzt, 3. Jg. (1927), Heft 1–2 (August), S. 41–46; Textarchiv – Internet Archive
- 12.1929. Rudolf Goldstein. Der sozialistische Student und die Medizin der Gegenwart. In: Der sozialistische Arzt, 5. Jg. (1929), Heft 4 (Dezember), S. 169–172; Textarchiv – Internet Archive
- 12.1929. Karl Löwenthal – Berlin. Einige Vorschläge zur Reform der ärztlichen Ausbildung. In: Der sozialistische Arzt, 5. Jg. (1929), Heft 4 (Dezember), S. 172–174; Textarchiv – Internet Archive
- 05.1930. Minna Flake. Zur Reform des Medizinstudiums. In: Der sozialistische Arzt, 6. Jg. (1930), Heft 2 (Mai), S. 71–72; Textarchiv – Internet Archive
- 05.1930. Georg Loewenstein. Leitsätze des VSAe zur Studienreform. In: Der sozialistische Arzt, 6. Jg. (1930), Heft 2 (Mai), S. 72–74; Textarchiv – Internet Archive
- 01.1931. J. Straschun. Der Studienweg des russischen Arztes. In: Der sozialistische Arzt, 7. Jg. (1931), Heft 1 (Januar), S. 4–11; Textarchiv – Internet Archive
- 01.1931. Leo Blum – Berlin. Die Mediziner in der „Sozialistischen Studentenschaft“. In: Der sozialistische Arzt, 7. Jg. (1931), Heft 1 (Januar), S. 11–17; Textarchiv – Internet Archive
- 08./09.1931. Von der Universität Berlin. In: Der sozialistische Arzt, 7. Jg. (1931), Heft 8–9 (August–September), S. 241–242; Textarchiv – Internet Archive
- 10.1931. Franz Heimann. Die Not der Jungärzte. In: Der sozialistische Arzt, 7. Jg. (1931), Heft 10 (Oktober), S. 270–276; Textarchiv – Internet Archive
- 10.1931. Von der Universität Berlin. In: Der sozialistische Arzt, 7. Jg. (1931), Heft 10 (Oktober), S. 282–283; Textarchiv – Internet Archive
- 01.1932. W. Hertzer. Der Weg des akademischen Proletariats. In: Der sozialistische Arzt, 8. Jg. (1932), Heft 1 (Januar), S. 10–12; Textarchiv – Internet Archive
- 01.1932. O. Beschloß. Jungarzt in Not. In: Der sozialistische Arzt, 8. Jg. (1932), Heft 1 (Januar), S. 12–15; Textarchiv – Internet Archive
- 11./12.1932. Erwin Müller. Rezept für Jungärzte. In: Der sozialistische Arzt, 8. Jg. (1932), Heft 11–12 (November–Dezember), S. 213–215; Textarchiv – Internet Archive

### Wohnen
- 04.1926. Richard Fabian. Wohnung und Krankheit. In: Der sozialistische Arzt, 2. Jg. (1926), Heft 1 (April), S. 24–27; Textarchiv – Internet Archive
- 08.1927. Theodor Gruschka. Der Kampf gegen die Wohnungsnot vom sozialen und hygienischen Standpunkt. Dazu diverse Kommentare. In: Der sozialistische Arzt, 3. Jg. (1927), Heft 1–2 (August), S. 8–24; Textarchiv – Internet Archive
- 02.1930. Mieczyslaw Epstein (1867–1931). Zur Wohnungsnot. In: Der sozialistische Arzt, 6. Jg. (1930), Heft 1 (Februar), S. 4–8; Textarchiv – Internet Archive

### Zahnmedizin
- 11.1926. Ewald Fabian. Die Rationalisierung der Schulzahnpflege und die schulzahnärztliche Versorgung der Stadt Berlin. In: Der sozialistische Arzt, 2. Jg. (1926), Heft 2–3 (November), S. 48–49; Textarchiv – Internet Archive
- 04.1927. Ewald Fabian. Zahnärztliche Behandlung in öffentlichen Krankenhäusern! In: Der sozialistische Arzt, 2. Jg. (1927), Heft 4 (März) S. 40; Textarchiv – Internet Archive
- 12.1927. B. L. Die zahnärztliche Versorgung in Sowjet-Russland. In: Der sozialistische Arzt, 3. Jg. (1927), Heft 3 (Dezember), S. 29–30; Textarchiv – Internet Archive
- 12.1928. Elisabeth Schenck – Bonn. Die Bedeutung der Schulzahnklinik für die Schulzahnpflege. In: Der sozialistische Arzt, 4. Jg. (1928), Heft 3–4 (Dezember), S. 25–30; Textarchiv – Internet Archive
- 06.1929. Ewald Fabian. Der Zahnärztekonflikt mit den Ersatzkrankenkassen. In: Der sozialistische Arzt, 5. Jg. (1929), Heft 2 (Juni), S. 65–69; Textarchiv – Internet Archive
- 06.1929. Max Jarecki. Die Bedeutung der Schulzahnklinik für die Schulzahnpflege. In: Der sozialistische Arzt, 5. Jg. (1929), Heft 2 (Juni), S. 73–76; Textarchiv – Internet Archive
- 05.1930. Ewald Fabian. Zahnärztliche Forderungen. In: Der sozialistische Arzt, 6. Jg. (1930), Heft 2 (Mai), S. 79–80; Textarchiv – Internet Archive
- 07.1930. Zahnärztliche Stellungnahme zur Krankenversicherung. In: Der sozialistische Arzt, 6. Jg. (1930), Heft 3 (Juli), S. 100; Textarchiv – Internet Archive
- 10.1931. Zur Zahnärztekammerwahl 1931. In: Der sozialistische Arzt, 7. Jg. (1931), Heft 10 (Oktober), S. 265–267; Textarchiv – Internet Archive
- 12.1931. Ewald Fabian. Nach der Zahnärztekammerwahl. In: Der sozialistische Arzt, 7. Jg. (1931), Heft 12 (Dezember), S. 343–344; Textarchiv – Internet Archive
- 10./11.1934. Wissenschaftliche Tagung der deutschen Zahnärzte in Prag. In: Internationales ärztliches Bulletin, 1. Jg. (1934), Heft 10–11 (Oktober–November), S. 157–158; Textarchiv – Internet Archive